# ジェンソン・バトン
ジェンソン・アレクサンダー・ライオンズ・バトン（Jenson Alexander Lyons Button、1980年1月19日 - ）は、イギリス出身のレーシングドライバー。MBE。
2009年フォーミュラ1および2018年SUPER GTのチャンピオンである。

## 初期の経歴

### 生い立ち
イングランド・サマセット州フローム生まれ。父親のジョン・バトンはラリークロスで名を馳せた人物で、1976年にはRACイギリスラリークロス選手権でランキング2位を獲得したことがある。父親のラリークロス時代のデンマーク人の友人アーリング・ジェンセンにちなんで命名されたが、ジェンセン・モーターズと区別するために一字だけ変えられた。

### カート
幼い頃からモータースポーツに魅了されており、非常に活発な男の子だったが、テレビでレースを観戦しているときだけはじっとしていられた。8歳のクリスマスプレゼントとして父からもらった60ccのゴーカートでカートレーシングに出場し優勝。ここからキャリアを始めた。
このときまでに両親は離婚しており、以後は父親と二人で暮らしながら彼のサポートを受けてキャリアを続けるが、母親、ナターシャ、サマンサ、ターニャという3人の姉とも親しくしていた。レース資金の調達には他のドライバーの家庭同様苦労しており、父親は息子のドライビングをコーチする傍ら、カートエンジンの調整ビジネスを行った。ジョン・バトンの顧客の中には、ルイス・ハミルトンの父親アンソニーもおり、後にF1ワールドチャンピオン同士としてマクラーレンでチームメイトとなる2人がジョン・バトンの調整したエンジンを使用していた。
幸いにして苦労は実り、1991年のイギリス・カデット・カート選手権では同選手権の34戦を全勝するという圧倒的な成績でタイトルを獲得し、プロのイタリアチームと契約することができた。その後も、全英オープンカート選手権を3度に渡って制するなど活躍を続け、1997年にはカートスーパーAクラス・ヨーロッパ選手権を史上最年少（17歳）で制し、アイルトン・セナ・メモリアルカップを受賞した。

### フォーミュラ・フォード
1998年に四輪にステップアップし、ヘイウッドレーシングからイギリス・フォーミュラ・フォードに参戦した。初年度ながら9勝を収め、この年のタイトルを獲得した。ブランズハッチで開催されたフォーミュラ・フォードの国際レース、フォーミュラ・フォード・フェスティバルにおいても、当時アメリカ選手権に参戦していたダン・ウェルドンを破って優勝を飾っている。
年末にはこの年のマクラーレン／オートスポーツ・ヤングドライバー・オブ・ザ・イヤーを受賞し、翌年マクラーレンのF1カーをテストする特典を得た。

### フォーミュラ3
翌1999年はイギリスF3に参戦し、参戦初年度ながら3勝を挙げ、年間ランキングでもルーキーとしては最上位となる3位に食い込む活躍を見せた（この年のタイトルはマーク・ハインズ、2位はルチアーノ・ブルティ）。
国際レースにおいては、マールボロ・マスターズにおいて5位、マカオグランプリにおいては優勝したダレン・マニングからわずか0.035秒遅れの2位という、初年度のドライバーらしからぬ結果を残した。
この当時、日本のレース専門誌｢オートスポーツ｣（三栄書房）に連載の寄稿を行っていた。

### F1テスト
この年9月、前年の特典としてマクラーレンのテストに参加し初めてF1カーを運転した。続けて、アラン・プロストから直々にオファーを受け参加したプロスト・グランプリのテストドライブでは、レギュラードライバーのジャン・アレジを上回るタイムを記録し注目された。
このF1デビューの際、彼は英国における運転免許を保持していなかったため、父親にサーキットまで運転してもらっていたという。

## F1における経歴

### ウィリアムズ
2000年の初め、F1の名門チームウィリアムズがアレックス・ザナルディの代役を決めるため開催したトライアウトに、チーム代表のフランク・ウィリアムズからオファーを受けて参加した。そしてブラジル人ドライバーのブルーノ・ジュンケイラとの激しい争いの末、ウィリアムズのレギュラーシートを勝ち取った。20歳という異例の若さでのシート獲得だった。
開幕戦オーストラリアGPは、予選21番手と冴えないものであったが、決勝のスタートダッシュで5人抜きをしてチームメイトのラルフ・シューマッハの後ろにつけ、46周目にリタイアするまでにポジションを6位まで上げるなど非凡な才能をみせる。デビュー2戦目のブラジルGPの予選ではシューマッハよりも速い予選9番手を獲得。決勝ではデビッド・クルサードの失格もあり繰り上がりながら、6位初入賞を果たした。この入賞は1962年のベルギーGPにおいてリカルド・ロドリゲスが記録した20歳123日という最年少入賞記録をほぼ40年振りに塗り替えるものであり、バトンが記録した20歳67日という記録は2007年アメリカGPでセバスチャン・ベッテルに抜かれるまで記録を保持し続けた。その後もオーストリアGP、ベルギーGP、日本GPでも5位入賞。ドイツGPにおいては4位入賞を果たすなど、計12ポイントを獲得しランキング8位という成績を残した。

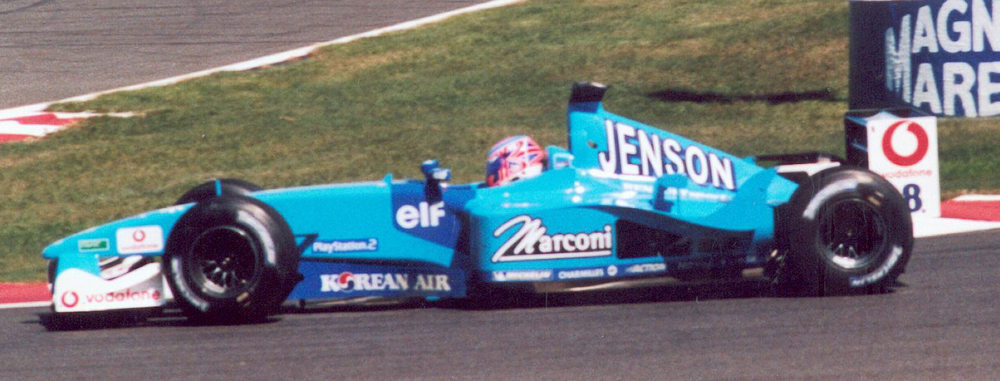
ベネトンB201をドライブするバトン

### ベネトン／ルノー

#### 2001年
続く2001年シーズンについてもウィリアムズとの契約が残っていたが、ウィリアムズはCARTチャンピオンのファン・パブロ・モントーヤがチームに加入したことを受け、バトンをベネトンへレンタル移籍させる決断を下した。
この年のベネトン・B201は戦闘力に欠ける車で、特にエンジンのパワー不足が響いて予選スピードに大きな影響を与えてしまい、第4戦サンマリノGPから第6戦オーストリアGPまで3戦連続で予選21番手を記録してしまうとほどであった。（予選最下位22番手はいずれもミナルディのタルソ・マルケス）
シーズン中唯一の入賞となったドイツGPでも予選18番手から完走10台というサバイバルレースを生き残っての5位入賞であった。終盤3戦の第15戦イタリアGP以降、予選スピードは改善されたが決勝でのパフォーマンス改善にはいたっておらず、この年の獲得ポイントは2ポイントに終わり、ランキングも17位に沈んだ。
チームメイトのジャンカルロ・フィジケラ3位表彰台を含む3回の入賞を果たした結果からいけば、惨敗であったがチームメイトとダブルリタイアをしたレースが3回で、互いに6度のリタイアをしておりフィジケラ共々に非常に苦しいシーズンをおくった。

#### 2002年
2002年は前年にベネトンを買収したルノーが自社のフルワークスチーム、ルノーF1を復活させ、生まれ変わった同チームから引き続き参戦することとなる。チームメイトはフィジケラに代わってヤルノ・トゥルーリとなった。
予選ではトゥルーリに先行を許したもののレースペースでは終始トゥルーリを上回り、計14ポイントを獲得しランキングも7位とした。しかしながら、3位走行中だったにもかかわらずファイナルラップでトラブルによる失速を余儀なくされ表彰台を逸したマレーシアGP、続くブラジルGPと4位を2回記録したものの、F1での初表彰台には届かなかった。
このシーズンはチームメイト以上の活躍は見せたものの、チームは翌年に向け、テストドライバーのフェルナンド・アロンソを昇格させることを決め、押し出される形でチームからの離脱を余儀なくされた。これについて、同チームのチーム代表のフラビオ・ブリアトーレは『タイムズ』紙のインタビューの中で、バトンの才能は認めつつも、アロンソを筆頭に契約を結んでいるドライバーが多いルノーとしては政治的に止むをえない判断であった、と後に語っている。

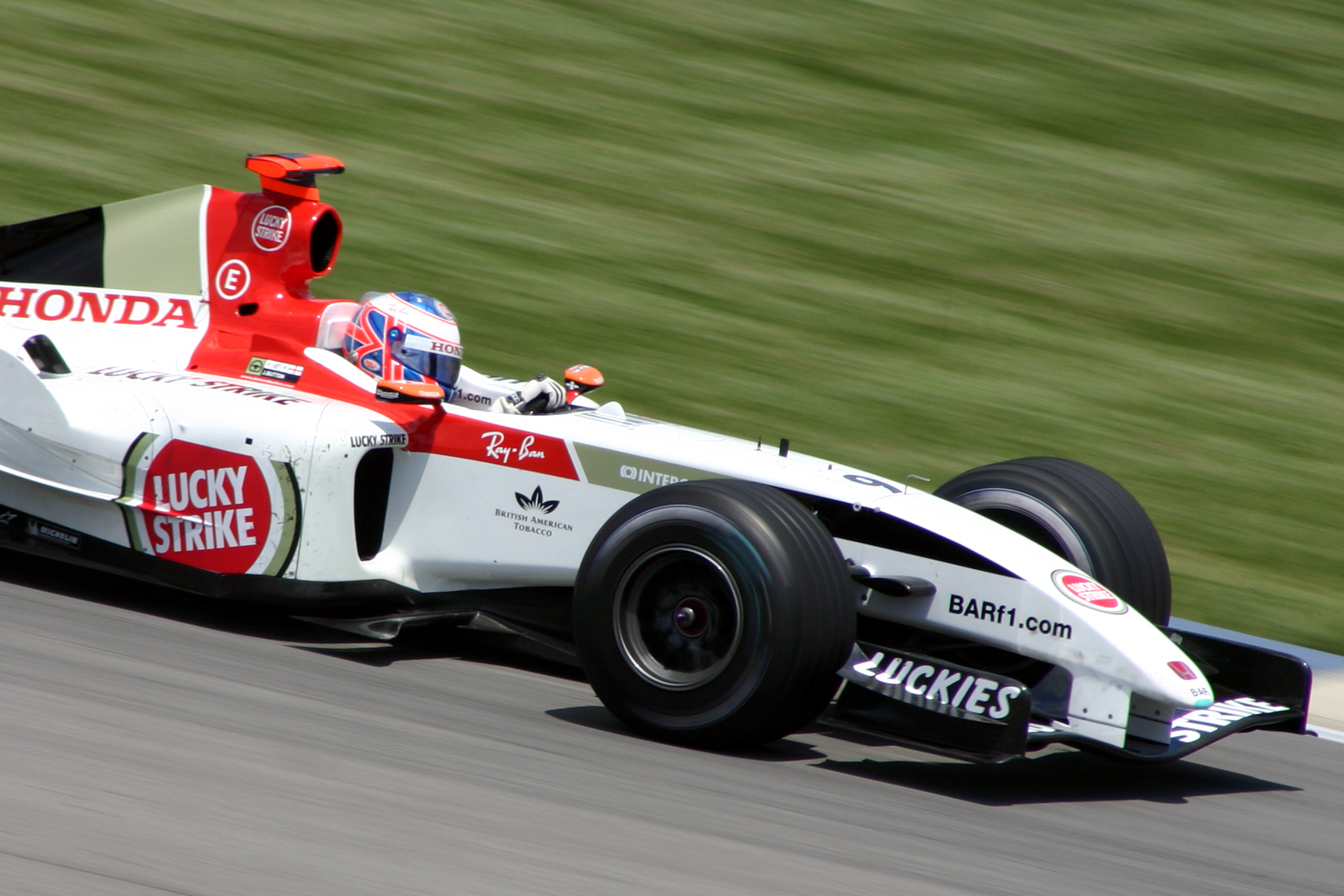
2004年アメリカGP

### B・A・R

#### 2003年
2003年はB・A・Rに移籍となり、元チャンピオンのジャック・ヴィルヌーヴをチームメイトとすることとなった。
しかしながら、開幕戦オーストラリアGPで、バトンのピットストップのタイミングにヴィルヌーヴが割り込む形となり、これを大きな要因としてバトンが入賞を逃す結果となった。これが引き金となり、バトンとヴィルヌーヴとの関係は良好とは言いがたいものとなり、結果報道機関を通して舌戦を繰り広げる事態にまで発展してしまった。
レース結果においてはヴィルヌーヴのマシンが何度かトラブルでリタイアに見舞われる事もあってバトンがヴィルヌーヴを上回り、ヴィルヌーヴがこの年2回しか入賞できなかったのに対してバトンは同じ期間に6度の入賞を記録し、差は歴然であった。
もっとも、他チームと比較し客観的に見ればこの年も車の戦闘力は不十分なものであり、第15戦アメリカGPでは自身初となるラップリーダーを記録したもののエンジンブローによりリタイア、表彰台には恵まれず、第6戦オーストリアGPと第16戦日本GPで記録した4位が最高位であった。第7戦モナコGPでは土曜日の予選セッションにおいて大きな事故に見舞われ、同レースを棄権したばかりでなく、翌週のモンツァテストも欠席する事態となった。

#### 2004年
前年終盤にヴィルヌーヴがチームへの不満を漏らし離脱したため、2004年シーズンをB・A・Rチームのエースとして迎えた。チームメイトは佐藤琢磨（正確には前年最終戦、日本GPから）。
この年のB・A・Rの新車006は高い戦闘力を持ち、第2戦マレーシアGPを3位でフィニッシュしF1初表彰台に立つと、ウィリアムズやマクラーレンの不振にも助けられ、年間で表彰台圏内でのフィニッシュを計10回記録した。第4戦サンマリノGPでは自身初のポールポジションも獲得。B・A・Rのコンストラクターズランキング2位躍進に大きく貢献し、自身のドライバーズランキングも3位とした。その一方で、フェラーリの壁は厚く、またチーム戦略の拙さもあり、初優勝にはあと一歩手が届かなかった。
そんな中、この年はバトンの移籍をめぐる騒動が勃発した。この当時、B・A・Rチームにエンジンを供給していたホンダは将来の参戦計画について明らかにしておらず、ワークスエンジンの供給体制が不透明なチームに留まることを嫌ったバトンはウィリアムズと翌年からの2年契約を締結した。この年の8月5日にウィリアムズからバトンを獲得した旨を記したプレスリリースが出され、大騒動を巻き起こしたのである。
9月6日にはイギリスの新聞社主催による記者会見が行われ、バトンと彼のマネージャーが出席した。その会見でバトン自身は「BAT（B・A・Rの主要株主）とホンダから良い条件を提示されていたが、来年僕は100%ウィリアムズで走ることになるだろう」と語っている。バトンとウィリアムズの間で結ばれた契約について、B・A・R側は即座に無効の申し立てを行い、結果、FIAの契約承認委員会（CRB）の裁定により、この契約は無効とされ、バトンは翌年もB・A・Rチームに残留することとなった。しかしながら、翌年度の契約についてはバトン自身に有利なパフォーマンス条項を設け、ランキング首位のドライバーから一定の得点以上離されていた場合は自由に離脱可能なものとし、この問題は翌年まで尾を引くこととなった。

#### 2005年

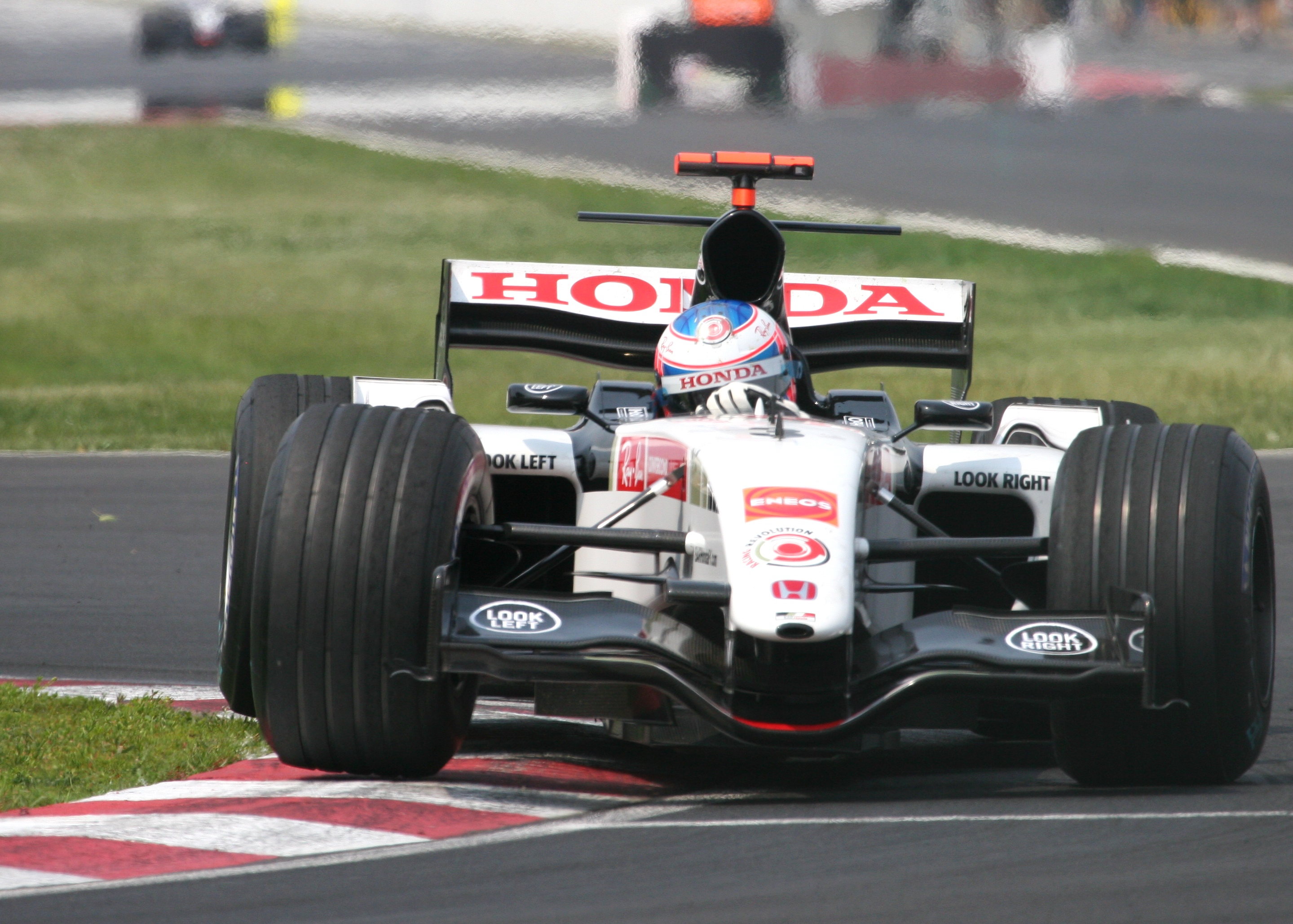
2005年カナダGPにて。このレースでポールポジションを獲得した。

そうして迎えた2005年シーズンであったが、前年の好調が嘘であったかのごとく序盤からチームは不振にあえぎ、第4戦サンマリノGPでは3位でフィニッシュしたものの、レース後に重量規定違反による失格とその後の2戦出場停止というペナルティを受けた。第8戦カナダGPではポールポジションを獲得し復調の兆しを見せたものの、シーズンのほぼ半ばとなる第9戦アメリカGP終了時点でノーポイントという事態となってしまった。
シーズン折り返しの第10戦フランスGPでようやく初入賞すると、後半戦は第19戦であり最終戦中国GPまで10戦連続で入賞するという、きわめて対照的な結果を残した。この年は得意としているドイツGPにおいてシーズン初表彰台3位を記録し、ベルギーGPにおいても3位に入り、年間で2回表彰台に立った。
前年から尾を引いていた契約問題について、前年の時点でバトンはウィリアムズと2006年についての契約を交わしていたが、2005年には急転直下ウィリアムズがこの年限りでワークスのBMWエンジンを失うことが決まったことから、バトンは翻意し、前年とは一転して（ホンダというワークスエンジンを持つ）B・A・Rチームへの残留を希望した。こうした経緯により、事態は昨年にも増して混迷の度合いを深めることとなった。ウィリアムズ側は表向きバトンは契約により移籍すべきであると主張したものの、結局、2005年9月21日、推定3000万ドル(約33億円)という違約金をバトン個人がウィリアムズ側に払う形で、この騒動は落着することとなった。
この違約金については、チームから前借りしたもので、当然ながら翌年のB・A・Rチーム残留も決まり、推定8800万ドル（約98億円）で5年契約を交わしたといわれている。年間およそ1760万ドル（約19億円）という計算となり、個人的に支払ったという扱いになるウィリアムズに対する違約金もこの中から支払うことになるとはいえ、契約時点で未勝利のドライバーとしては破格の高額契約でもあった。この前年からの一連の騒動はウォーターゲート事件になぞらえ、「バトンゲート」と呼ばれた。この年の末、ホンダはB・A・Rチームの株式100%を取得し、翌年からはフルワークスのホンダF1となることが発表された。

### ホンダF1チーム

#### 2006年

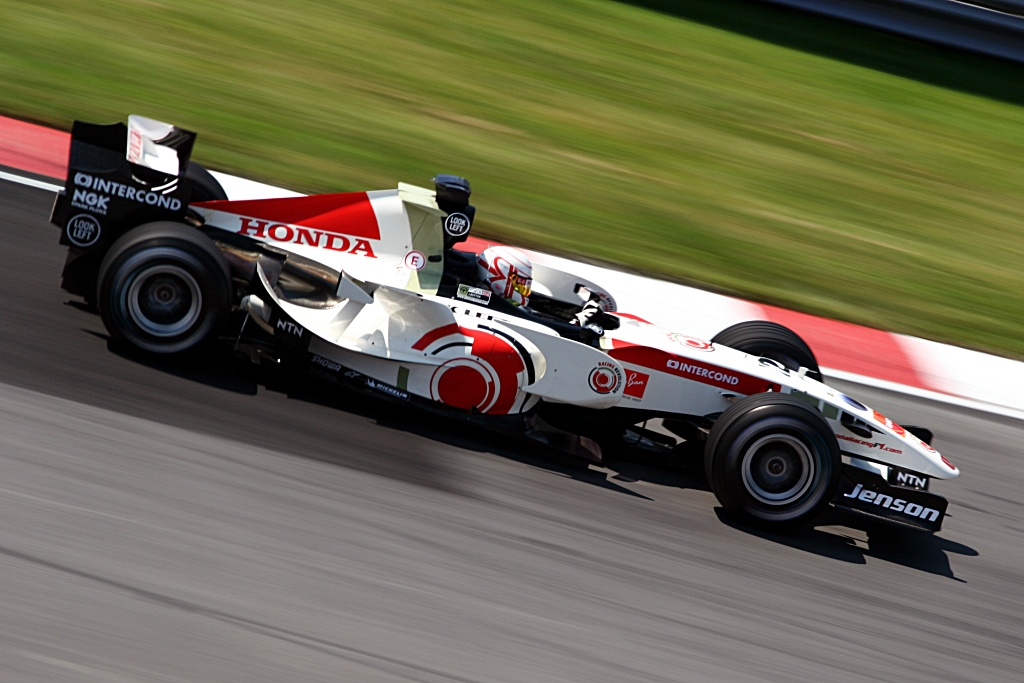
2006年カナダGP。このグランプリにおいては、同時期に開催されていたサッカーワールドカップのイングランド代表チームを応援するため、ヘルメットには特別カラーリングが施されている

2006年は、フェラーリで9回の優勝を達成したルーベンス・バリチェロがチームメイトとなった。前年の最終戦で参戦数が100戦に達していたバトンに対しては、開幕前から母国イギリスで「100戦して未勝利のドライバーはチャンピオンにはなれないのではないか」という声が吹き荒れ、バトンにとっては正念場となるシーズンと目された。
前半は第2戦マレーシアGPで3位表彰台に立ったことを除けば低調だったため危ぶまれたが、第13戦ハンガリーGPにおいて参戦115戦目（出走113戦目）で待望のF1初優勝を飾り、表彰式で21世紀初の君が代が流れた。参戦115戦目は当時、125戦のルーベンス・バリチェロ、119戦のヤルノ・トゥルーリに次いで、史上3番目に遅い初優勝であった。
この予選では4番手のタイムを出したがエンジン交換によるペナルティを受け、14番グリッドからのスタートであった。これは1989年のハンガリーGPで12番手スタートから優勝したナイジェル・マンセルを抜き、1983年アメリカ西GPで22番手スタートから優勝したジョン・ワトソンに次ぐイギリス人ドライバー中2番目の後方グリッドからのスタートで得た優勝であった。また、ハンガロリンクは同じくイギリス人の元F1チャンピオンデイモン・ヒルが13年前に初優勝を挙げた地でもあった。さらにこの勝利は最終的に、この年のチャンピオンを争っていたルノー、フェラーリ以外のドライバーがあげた唯一の勝利となった。優勝後のインタビューでは「なんて素晴らしい日だ。ウェットからドライに変わる難しいコンディションの中で、14番手からここまで来れるなんて思いもしなかった」と語った。
この年は中盤に低迷したものの、この第13戦の優勝を含め、第12戦から最終戦である第18戦まで7戦連続入賞する破竹の勢いを見せ、特にラスト6戦における獲得ポイントは全ドライバー中最高、年間ランキング6位という活躍を収めた。シーズン後にカートでの事故が原因で肋骨2ヶ所にヒビが入ったため、その治療のため年末のテストは全てキャンセルした。

#### 2007年

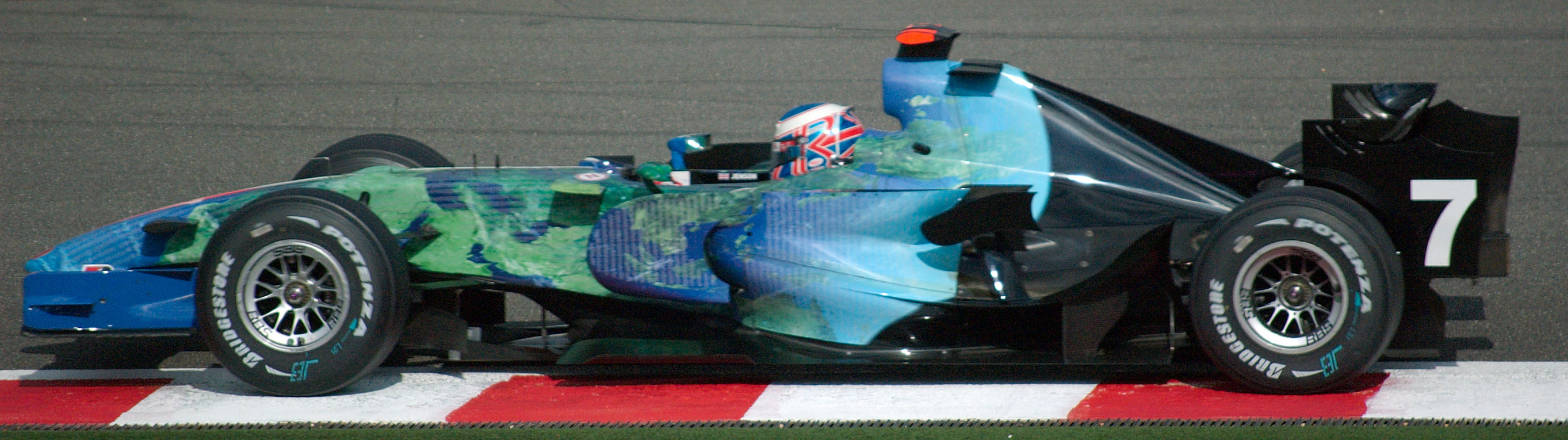
2007年ベルギーGP

2007年もホンダF1チームに残留し、チームメイトも引き続きバリチェロとなった。しかし前年の成績から一転、バリチェロ共々予選第1セッション通過もままならないほどの苦しいシーズンとなった。前半戦は事実上のBチームであるスーパーアグリにも先行を許し、シーズン途中までワークスチーム唯一のノーポイントだったが、フランスGPでバトンが8位入賞して今季初の1ポイントを獲得した。その後は終盤数戦で好走を見せるも年間では入賞3回6ポイントに留まる（バリチェロは無得点）。

#### 2008年

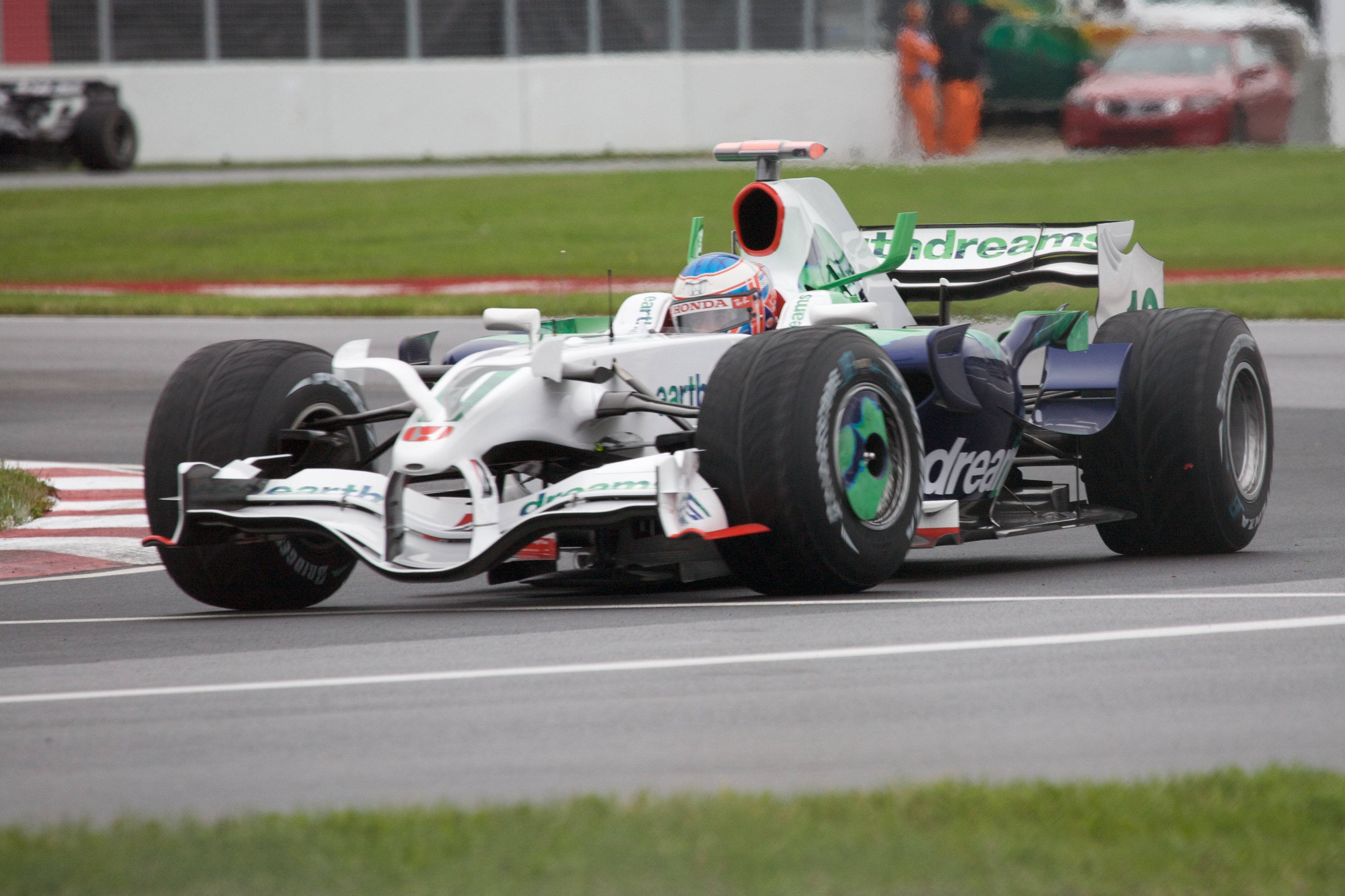
2008年カナダGP

2007年7月20日にホンダF1チームは『2008年も引き続きバトンとバリチェロ両名のコンビで参戦する』旨を発表したため、当時テストドライバーであったクリスチャン・クリエンのレギュラードライバー昇格は無くなった。バトンはB・A・R時代を含めて2008年シーズンで当チームでは6年目、バリチェロは3年目のシーズンを迎える事となる。
2008年は過去2年と一転して、チームメイトであるバリチェロの後塵を拝し続けるシーズンとなった。スペインGPでの6位入賞のみで年間3ポイントに留まりランキング18位と低迷した。その後2008年12月5日にホンダはF1撤退を発表した。

### ブラウンGP

#### 2009年

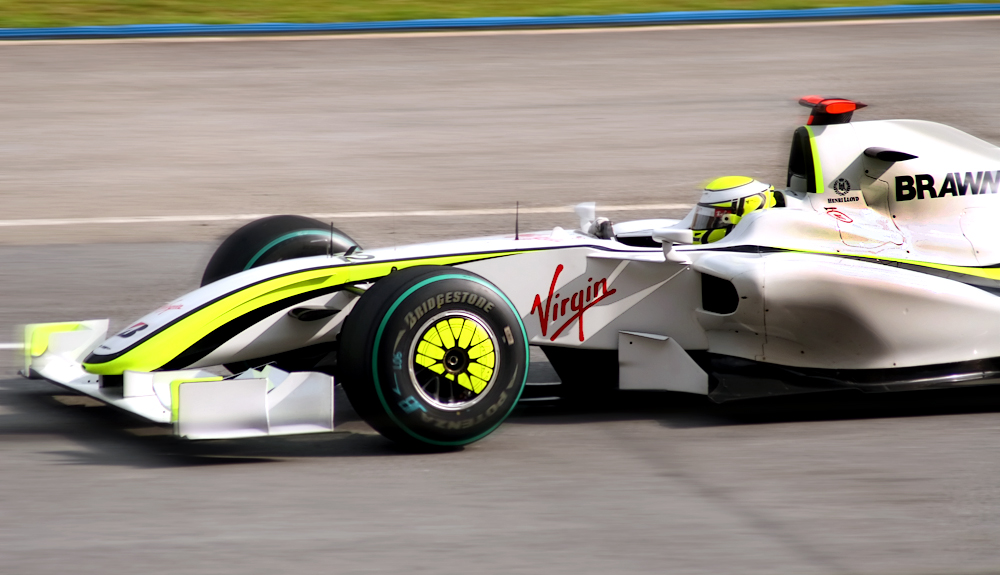
2009年マレーシアGPにて

2009年3月5日、ホンダF1チームを代表であったロス・ブラウンが買収したことで、新チームブラウンGPに生まれ変わったことが発表された。バトンとバリチェロはそのままレギュラードライバーとして残留した。この年のマシンBGP001は本来ホンダRA109になるはずだったもので、前年のマシン開発を事実上諦め、この年からのレギュレーションをターゲットに開発されたものであった。シーズンオフ中のテストはあまり行うことができなかったが、その数少ないテストでもかなりの好タイムを記録し、注目を浴びた。
開幕戦オーストラリアGPでは、自身3度目のポールポジションを獲得した。チームメイトのバリチェロは2位で、チーム初参戦でフロントローをいきなり独占。レースでも2台が独走して1-2フィニッシュを果たした。チームのデビューレースでの優勝は32年振り、同1-2フィニッシュは1954年以来という衝撃的な結果であった。
一週間後のマレーシアGPでは、スタートで4位に後退するものの驚異的な追い上げでピットストップ後にはトップを奪還した。最終的には豪雨による赤旗中断で規定距離の75%以下のまま終了し、ハーフポイント制が適用されて5ポイントを得た。このレースでバトンはハットトリック（ポールポジション・優勝・ファステストラップを1レースに得る）を初めて達成している。

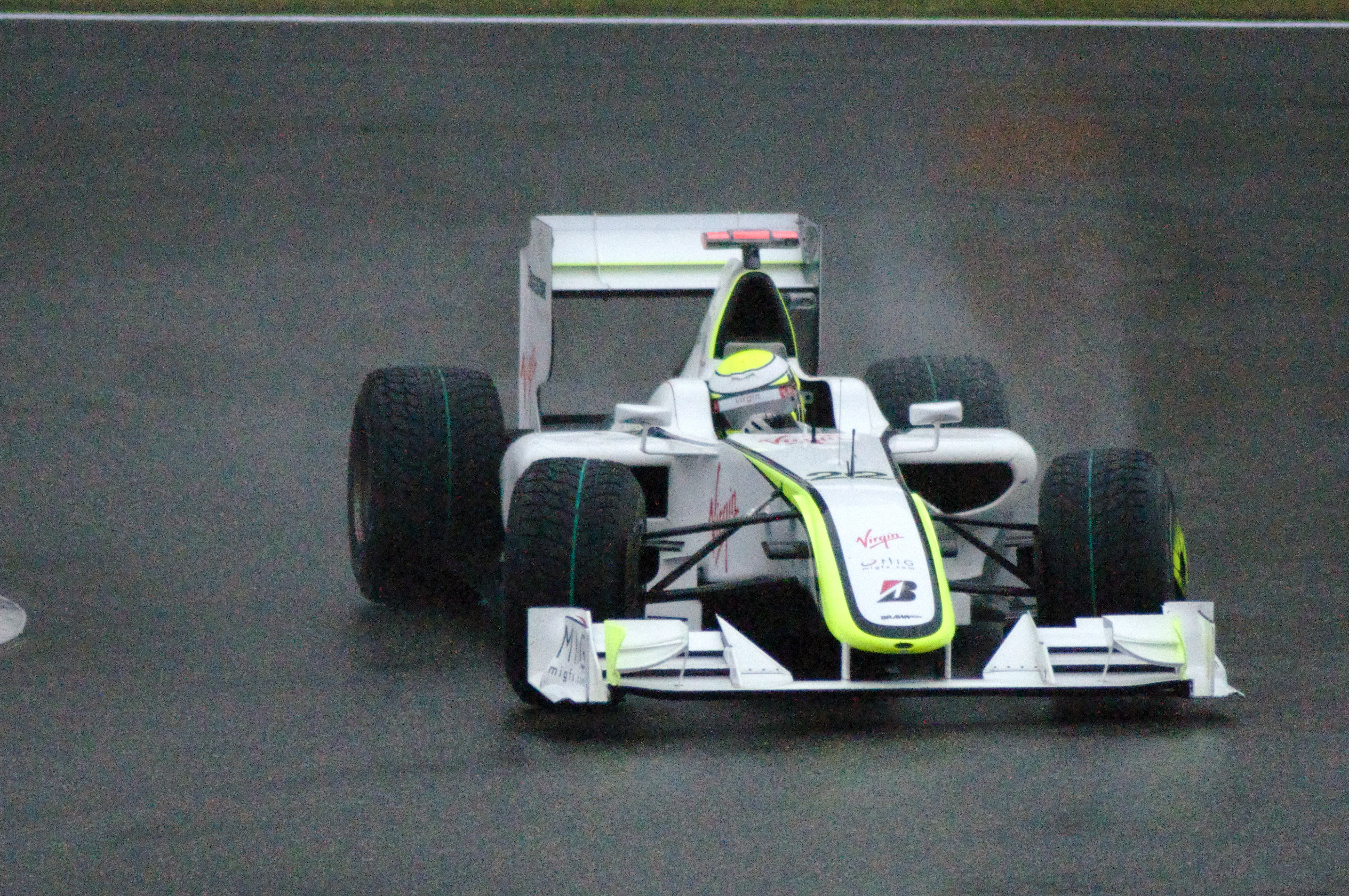
2009年中国GPにて

次の中国GPは再び雨のレースとなり、予選5位。決勝はレッドブルの2台の後ろで3位表彰台に甘んじる。4戦目バーレーンGPでは4番グリッドから優勝。
本シーズン最初の大きなマシン改良が施されたスペインGPでは、バトンはマシンバランスの不調を訴えていたがポールポジションを獲得。決勝ではスタート直後チームメイトのバリチェロに先行されるも、バリチェロがオーバーステアに苦しみ3ストップ作戦に変更したこともあって、ピットストップで逆転、彼を従えて1-2フィニッシュする。
モナコGPでは週末の間バランスに苦しんでいたが、シーズン4度目、モナコでは自身初のポールポジション。Q3での燃料搭載量は上位8位のうちバリチェロに次いで重い状態であった。レースの第1スティントではグレイニングに苦しんだが、自身初の3連続優勝、そしてチームに3度目の1-2フィニッシュをもたらした。
トルコGPではフリー走行1回目で11位、2回目で12位と出遅れ、予選でもポールポジションをセバスチャン・ベッテルに奪われ2番手となり、汚れた側のグリッドからスタートすることになった。しかし決勝レースでは1周目にコースオフしたベッテルをあっさりかわすと、その後はまったくその座をおびやかされることもなく終盤は余裕のクルージング。4連勝で今季6勝目を挙げた。

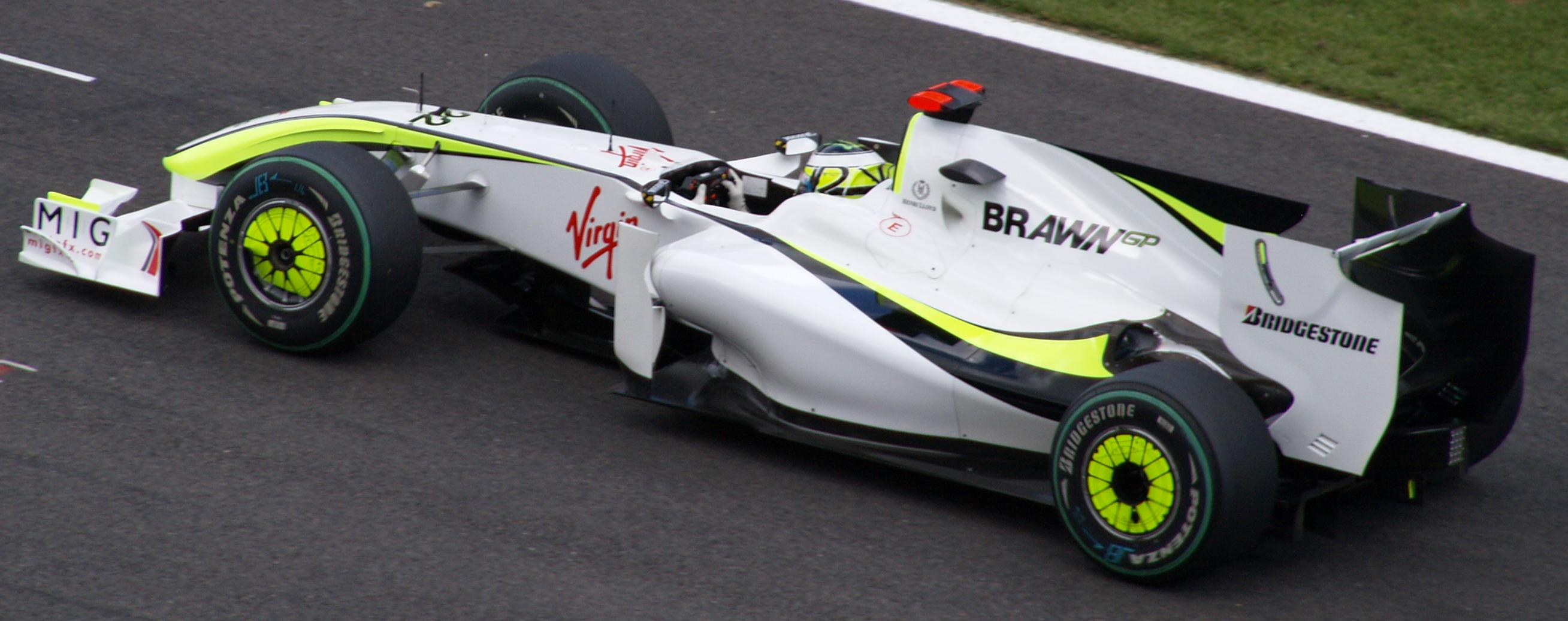
2009年シーズン唯一のリタイヤとなったベルギーGPでのバトン

ドライバーズポイントでも2位バリチェロに26ポイント，3位ベッテルに32ポイント差をつけて独走していたが、イギリス、ドイツ、ハンガリーで失速している。第12戦ベルギーGPでは1周目の多重クラッシュにより、自身今季初のリタイアを喫してしまった。
第16戦ブラジルGPでは、予選で14位と出遅れ、ポールポジションを獲得したバリチェロに大きなアドバンテージを築かれたものの、決勝ではスタート直後のクラッシュや、その後の度重なるオーバーテイクで順位を大きく上げた。終盤にはバリチェロがパンクによる予定外のピットインでバトンの後方に沈み、5位入賞で最終戦を待たずして2009年のワールドチャンピオンを獲得した。チェッカー後、無線でクイーンの楽曲、伝説のチャンピオンを歌い「ワールドチャンピオン！ワールドチャンピオンだ！」と叫び、喜びを爆発させた。
2009年はリタイアしたベルギーGP以外は全てのレースで入賞した。中盤以降は優勝こそ無く、バリチェロに予選で後塵を拝し続けたものの、入賞を続けた事で、開幕から一度もポイントリーダーの座を譲らずにチャンピオンとなった。

### マクラーレン

#### 2010年

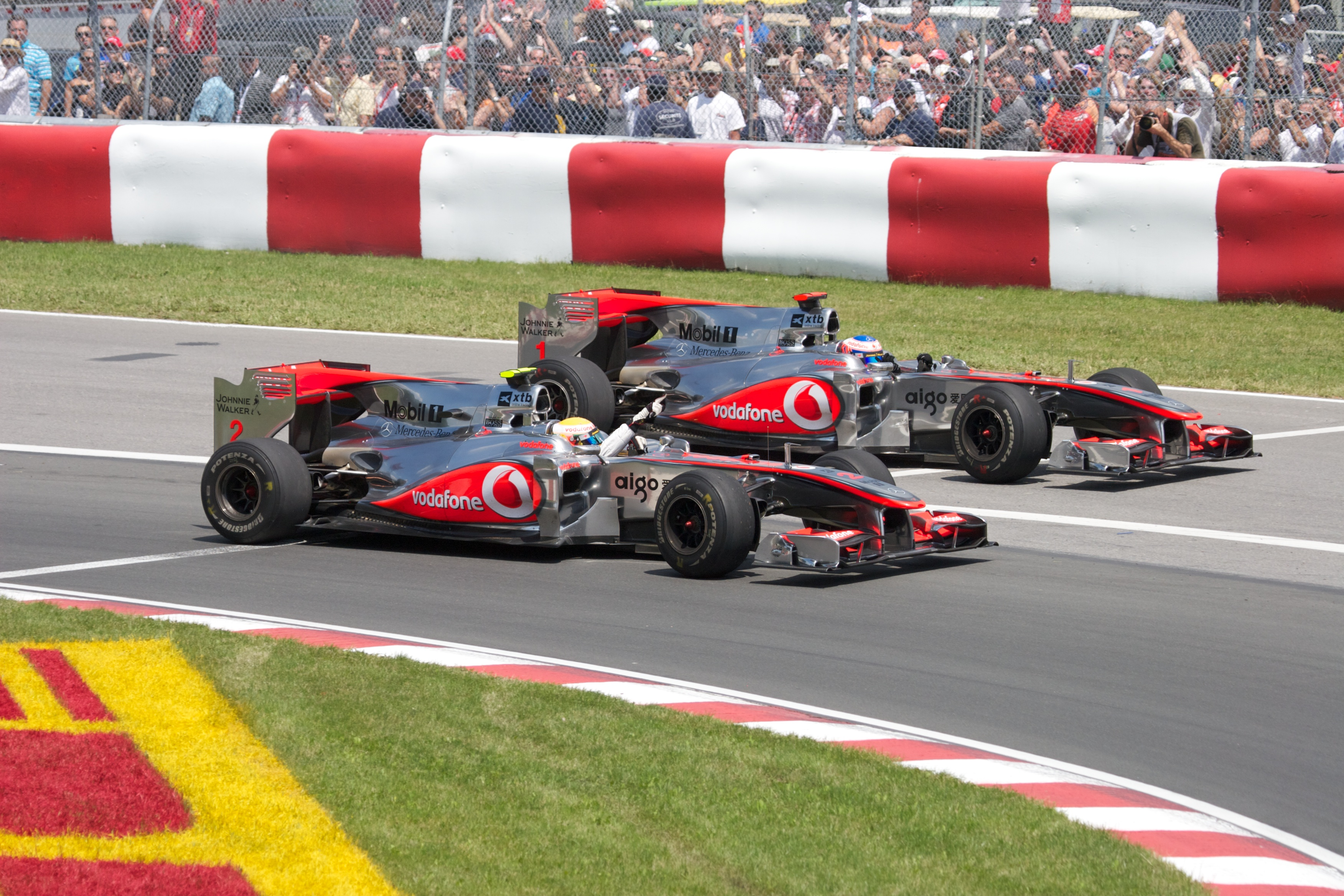
2010年カナダGPにて。チームメイトのハミルトンと1-2フィニッシュを飾りランデブー走行を行う様子

2010年シーズンについては、バトンは当初ブラウンGPへの残留を希望する発言を行っていたが、年俸に対する希望がチーム側と折り合わず交渉が難航。そのため移籍も視野に入れ他チームとも交渉を行った結果、最終的にマクラーレンへ移籍することになった。なおマクラーレンとの契約内容は「複数年契約」ということ以外は非公開となっていた。
第2戦オーストラリアGPにおいてマクラーレンでの初勝利を得た。雨が絡む難しいコンディションの中、予選4位からタイヤ戦略を成功させた結果の勝利だった。第4戦の中国GPでも、目まぐるしく変わる天候から冷静にコース状況とタイヤ選択を読み取り、予選5位から2勝目を飾る。他ドライバーが4回以上のピットストップを強いられる中、バトンは2回のピットストップと安定したドライビングが光り、大きなアドバンテージを築いた。タイヤ選択が功を奏したこと、雨を得意とすることやタイヤに負担をかけずに速さを出すバトンの走り方も大きな勝因となった。モナコGPではメカニックのミスによるエンジンの故障という不本意な原因でリタイアした。第13戦のベルギーGPでは、スタートで1位に躍り出たチームメイトのルイス・ハミルトンと共に一気に2位まで上がったが16周目にベッテルに追突されてリタイアを喫した。第14戦イタリアGPでは予選でポールポジションを取ったフェルナンド・アロンソに次ぐ2位を獲得。このGPではマクラーレンはFダクトを使用するか否かを検討していたが、バトンはFダクトを使用して望んだ（ハミルトンはFダクト無しのローダウンフォース仕様）。決勝ではスタートでアロンソを抜き1位に出たが、1回目のピットストップでアロンソに逆転されそのまま2位でチェッカーを受け優勝したアロンソ共にタイトル防衛の望みを繋げた。しかし第17戦韓国GPでは戦略ミスによりノーポイントに終わり、第18戦ブラジルGPでもレッドブル勢とアロンソに先を越され、チャンピオン防衛の可能性は無くなった。最終戦はハミルトンと共に表彰台に昇り、ベッテルのチャンピオン獲得を祝福した。最終的にドライバーズランキング5位でシーズンを終えた。

#### 2011年

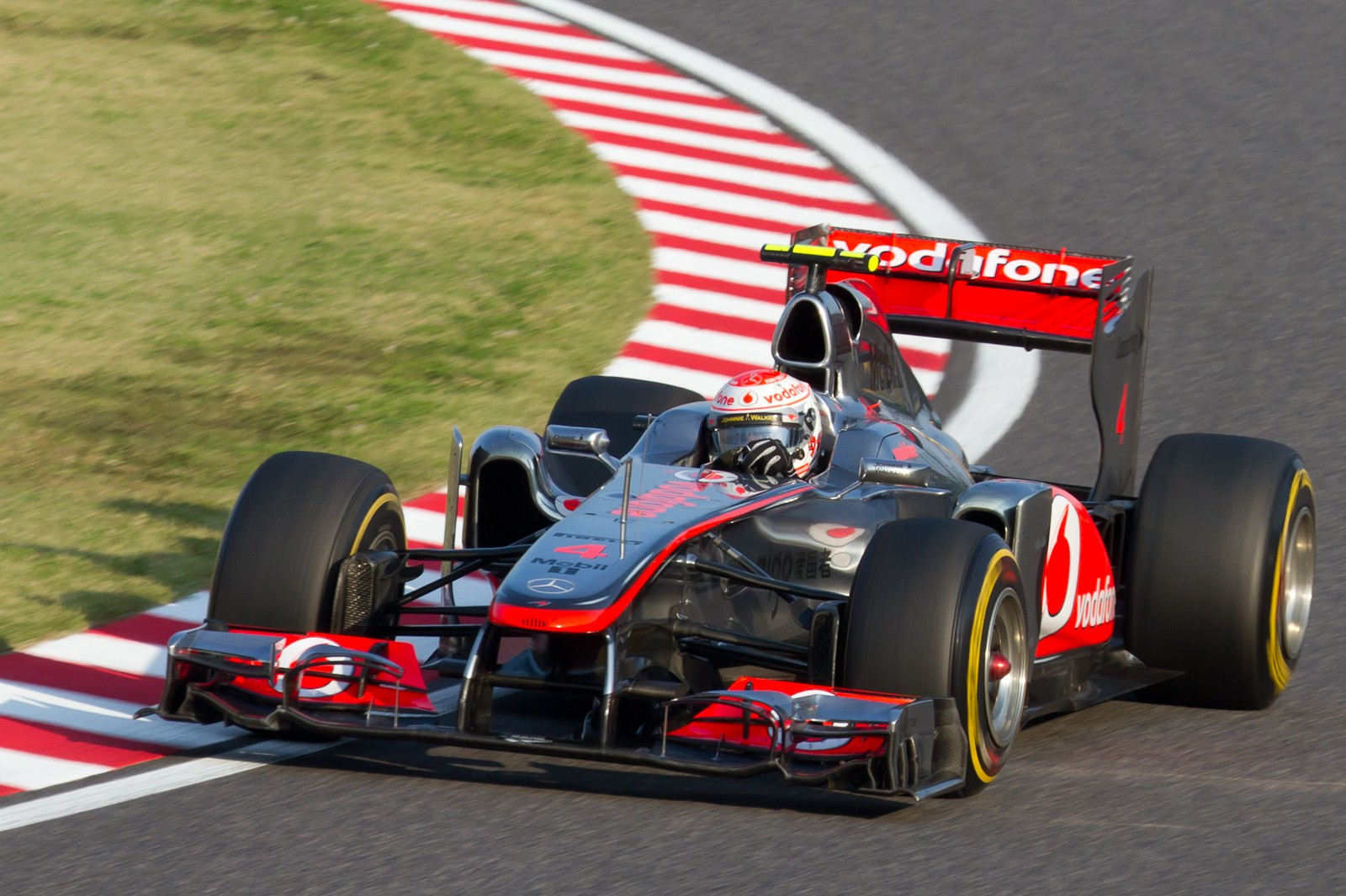
2011年日本GP

2011年シーズンもチームメイトは前年同様ハミルトン。フライアウェイラウンドは出遅れ、マレーシアで2位表彰台を飾るもののハミルトン相手に遅れる展開が目立っていた。第5戦のスペインGPにおいては激しい3位争いを制してシーズン2度目の表彰台を飾る。第6戦のモナコGPではベッテル、アロンソと対等な争いを演じ、一時トップ走行でベッテル、アロンソを上回るペースであったものの、作戦やセーフティーカーのタイミングがあまりにもバトン不利に動いたのが響き、最終的に3位に終わった。
第7戦のカナダGPは大雨のレースであった。序盤、チームメイトのハミルトンとの接触。セーフティーカー中の速度制限違反のペナルティー、さらにレインタイヤの交換タイミングを誤って下位に沈む。赤旗再開後追い上げるもののアロンソとの接触でウイング交換を強いられまたもやピットイン。一時は最後尾まで順位を落としてしまう。しかし路面が乾きだし、ドライタイヤを装着すると猛烈にペースアップ。雨を見越して重めのウイングを装着していたのが功を奏し、尋常ではないペースでオーバーテイクを連発する。残り3周の時点でトップを走るベッテルの背後につく。そしてファイナルラップでベッテルはバックストレッチの第2シケインでバトンの圧力に屈し、ハーフスピンを喫してしまい、そのままベッテルをオーバーテイクして2010年中国GP以来の優勝を果たした。前回の中国GP同様、路面状況や展開が二転三転する中での優勝劇であり、バトンのレース状況を読み切るポテンシャルの高さや、レイン状態から乾きかけの路面における速さを改めて証明する形となった。
第9戦イギリスGPはピット作業のミスで、第10戦ドイツGPはマシントラブルで二戦連続リタイア。200戦目の節目となった第11戦のハンガリーGPはレース前に降った雨の影響でドライとレインが混合する難しい路面状況となった。ウェットトラックだった序盤はやや出遅れるも路面が乾きだした中盤以降ペースを上げ、僚友のハミルトンと激しい首位争いを演じる。終盤に差し掛かりまたも雨が落ち始めた、バトンはドライタイヤのままコースに残ることを選ぶ。結果的に雨はすぐ止んでしまったためこの選択が功を奏し、ウェットタイヤに履き替えたハミルトンは順位を落としてしまう。その後は余裕のトップ走行でチェッカーを受け、200戦目、自身初優勝を飾ったハンガロリンクで2度目の優勝を果たすというメモリアルな結果になった。F1ハンガリーGPでレインコンディションとなったのは過去2回だけであり、2006年に加え2度目のレインレースも勝利した。
その後も好調は続きベルギーGPは予選でのミスで13番手スタートながらも果敢にオーバーテイクを決め3位、続くイタリアGPとシンガポールGPで2位と表彰台に登り続けた。しかしその間もベッテルが連勝しチャンピオンシップのリードを広げたために、この時点でベッテルのチャンピオン獲得を阻止できる可能性が残るのはバトンのみとなった。
ベッテルの2度目のワールドチャンピオン戴冠が確実視された第15戦日本GPでは、フリー走行全セッションでトップに立ち、予選ではポールポジションのベッテルに0.009秒差で二位につける。最低でも自身が優勝しなければベッテルのワールドチャンピオンが決まる中、持ち前のタイヤマネージメントとピット戦略で中盤トップを逆転し、そのまま逃げきり優勝。自身が愛してやまない鈴鹿初制覇となった。因みにバトンのドライレースでの勝利は2009年トルコGP以来のことで、マクラーレン移籍後初である（これまでの4勝は全てウェットレース）。しかしベッテルが3位に入りチャンピオン獲得条件の1ポイント以上を手にしたため、戴冠阻止はならなかった。
その後は第16戦韓国GPで4位、続くインドGP、アブダビGP、ブラジルGPで表彰台をキープしてアロンソやマーク・ウェバー、同じく3勝したものの安定感に欠けたハミルトンを上回りドライバーズランキング2位の座を守った。特に後半戦はハンガリーGP以降は韓国GPを除いて表彰台に登り続け、ベッテルの圧倒的な速さには敵わなかったものの安定感が光ったシーズンであった。シンガポールGP後には、マクラーレンと新たに2014年までの複数年契約を結んで残留を決めている。。またこの年より導入されたピレリタイヤは摩耗性が高く管理が難しいものであったが、そのピレリタイヤを最も有効に使えたという評価を受けた。

#### 2012年

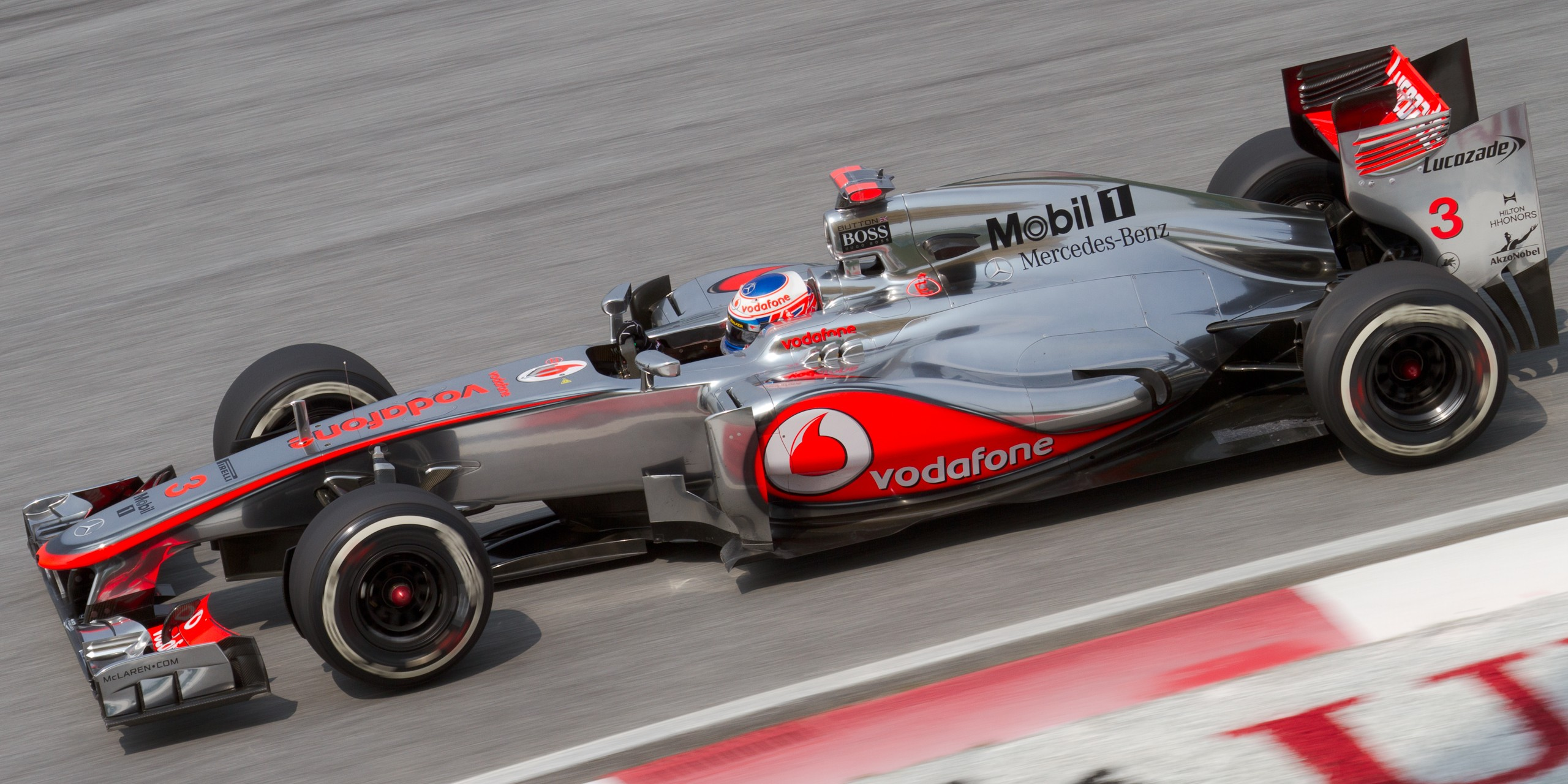
2012年マレーシアGPフリー走行

2012年も昨年同様チームメイトはハミルトン。テストから好調で、開幕戦オーストラリアGPでは予選2位につけ、決勝ではスタートでトップに立つと、ファステストラップを出しながらトップを快走。終盤のセーフティカー導入にも冷静に対処し、勝利を飾った。その後はマシンへの適応に苦しんでハミルトンと比べるとやや劣る展開が続き、チームの失速も重なりなかなか勝利を挙げることができなかった。
迎えた夏休み明けの第12戦ベルギーGPでは、2009年モナコGP以来3年ぶり、マクラーレン移籍後初のポールポジションを獲得した。決勝でもスタート直後のアクシデントに巻き込まれることなく、安定したレースコントロールでシーズン2勝目を挙げた。
その後はマシンのセッティングに苦労したり、マシントラブルなどもあったためタイトルは得られなかったが、最終戦ブラジルGPではトップを争っていたハミルトン、ヒュルケンベルグの接触もあり勝利を収めた。
シーズン最速のマシンという見方もあるマシンに乗りながら、ピット作業のミスや、信頼性不足、セッティングに苦しみランキング5位に終わった。

#### 2013年

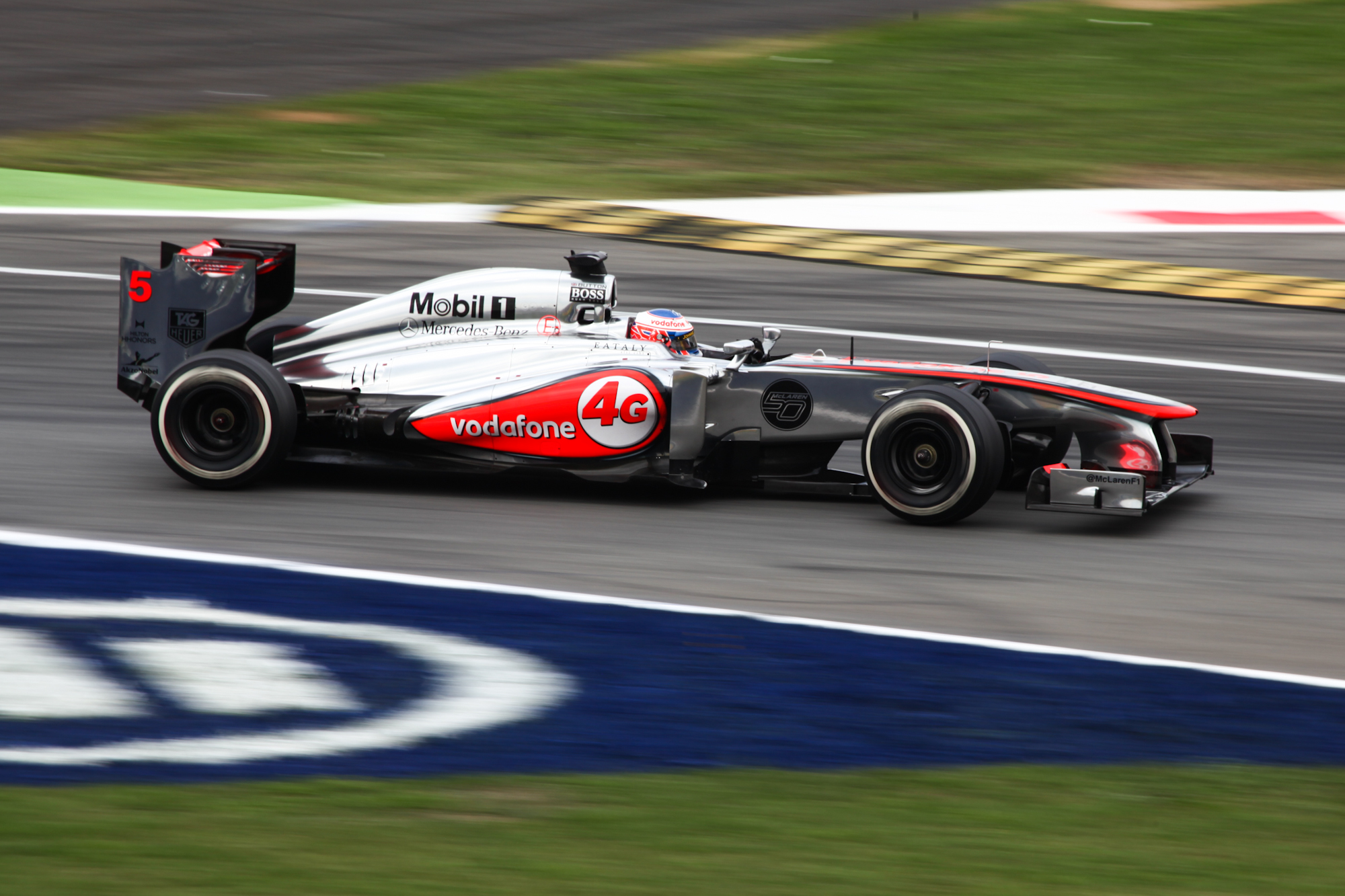
2013年イタリアGP

昨年まで3年間チームメイトだったハミルトンがメルセデスに移籍し、前年にザウバーで3度の表彰台を獲得したセルジオ・ペレスが移籍してきた。この年はマシン開発が失敗し、パフォーマンスの低さに苦しんだ。また、バーレーンGPではチームメイトのペレスと接触して不満を漏らすバトンの無線が国際映像に流れ、物議を醸した。ベテランらしい安定した走りをみせてほとんどのレースで入賞したものの、表彰台には一度も乗れず、最高位はブラジルGPの４位に留まり、ランキングは9位に終わった。

#### 2014年

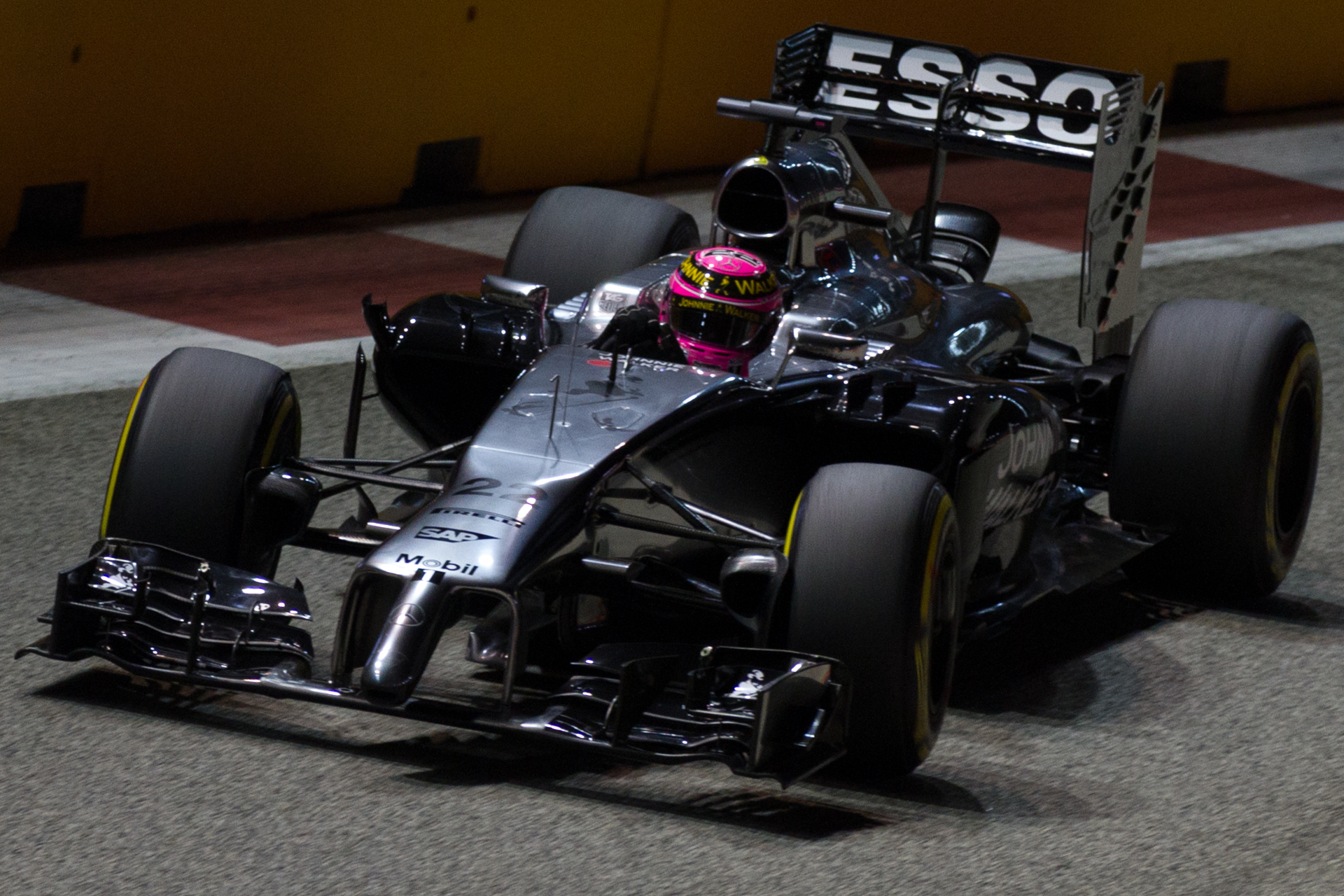
2014年シンガポールGPフリー走行

2014年のチームメイトはルーキーのケビン・マグヌッセン。開幕戦オーストラリアGPではいきなりQ2敗退を喫したが、セーフティカーのタイミングでいち早くピットに入ったこと、また2回目の早めのピットインでアンダーカットに成功して順位を上げ、ダニエル・リチャルドの失格で繰り上がり、2年ぶりの表彰台を獲得した。その後は入賞にも苦しむような状態が続いたが、それでも荒れたレース展開となったモナコGPや、カナダGPではベテランらしい安定した走りを見せ上位に食い込んだ。イギリスGPでは終始上位を走っていたものの、早めのピットストップで3位に上がっていたリチャルドを抜ききれず、母国初の表彰台獲得はならなかった。速さはあるもののペナルティなどでなかなか結果を出せないマグヌッセンとは対照的に安定して入賞を続け、特にシーズン後半はマシンのアップデートも奏功し、レッドブルやウィリアムズといった上位陣に割って入るような活躍を見せた。ドライバーズランキングは8位。チームメイトのマグヌッセンに対して予選10勝9敗、決勝では15勝4敗と大きく上回り、2015年からフェルナンド・アロンソがマクラーレンから参戦することにより残り1つとなっていたマクラーレンのシートを守ることに成功した。

#### 2015年

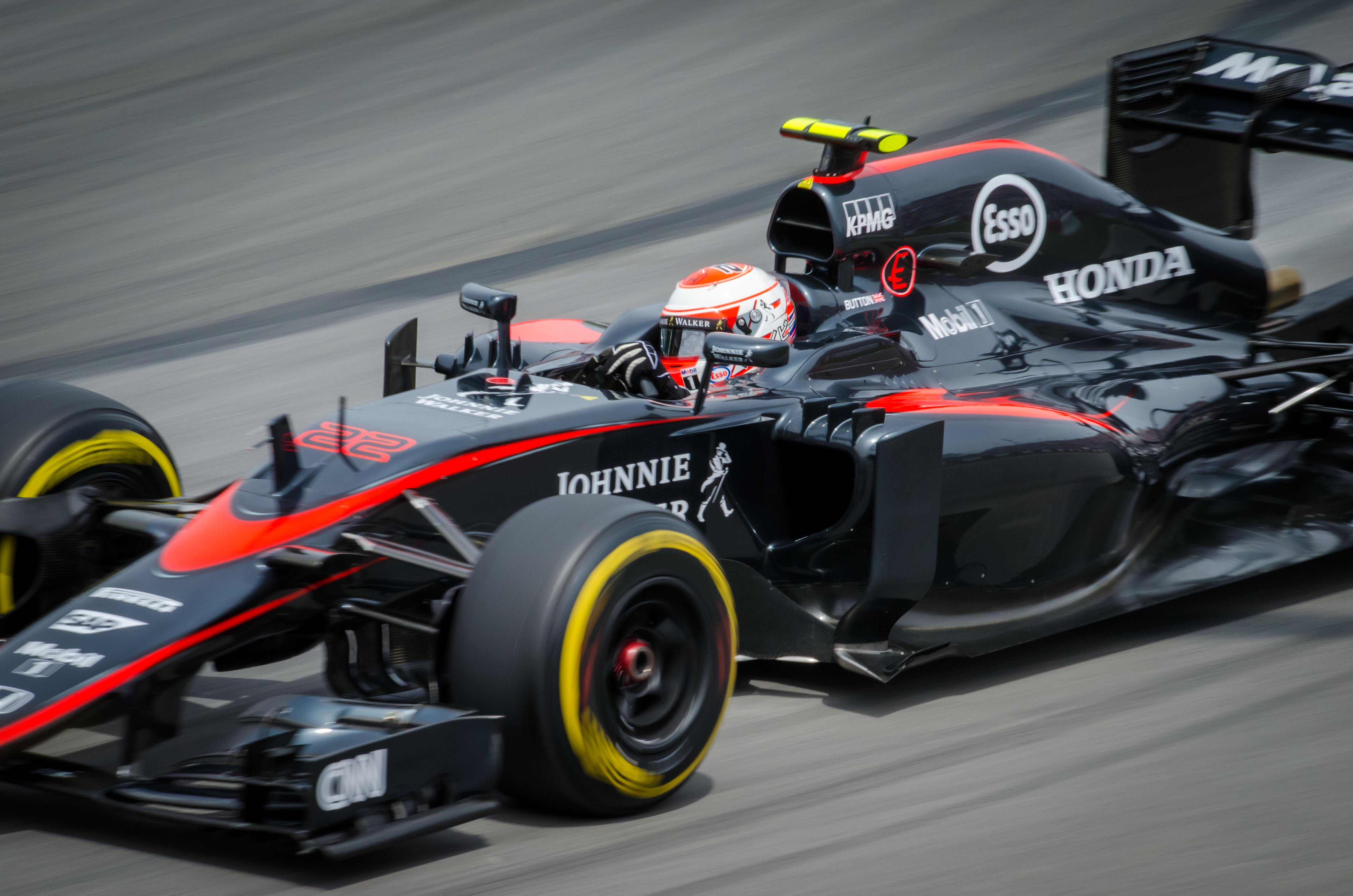
2015年カナダGP

2015年シーズンは上述のようにチームメイトは2回のワールドチャンピオンであるフェルナンド・アロンソ。新たに減俸の代わりに2年契約を受け、マクラーレンで再びホンダとタッグを組むこととなった。しかしホンダエンジンは前年まで搭載していたメルセデスエンジンと比べると、はるかに信頼性の低いものでテストでもほとんど周回をこなせず、開幕戦オーストラリアGPでは何とか完走したが、完走した中では最下位の11位と苦難の幕開けとなった。その後も信頼性のトラブルは続き、バーレーンGPでは決勝に出走することすら叶わなかった。このような中モナコGPでは他のマシンのグリッド降格などもあり10番手スタート、さらに前を行くマシンのトラブルなどにも助けられて8位入賞を果たし、チームにとっても自身にとってもシーズン初入賞となった。その後はQ2進出すらできないレースが続き、最高位は荒れたレース展開となったアメリカGPの6位、入賞は4度にとどまった。しかしドライバーズランキングでは3倍以上の報酬を得るフェルナンド・アロンソを上回った。2016年の契約がオプションだったこともあり、日本GP前には引退をほのめかすような発言もあったが10月1日に2016年も引き続きマクラーレンより参戦することが発表された。

#### 2016年

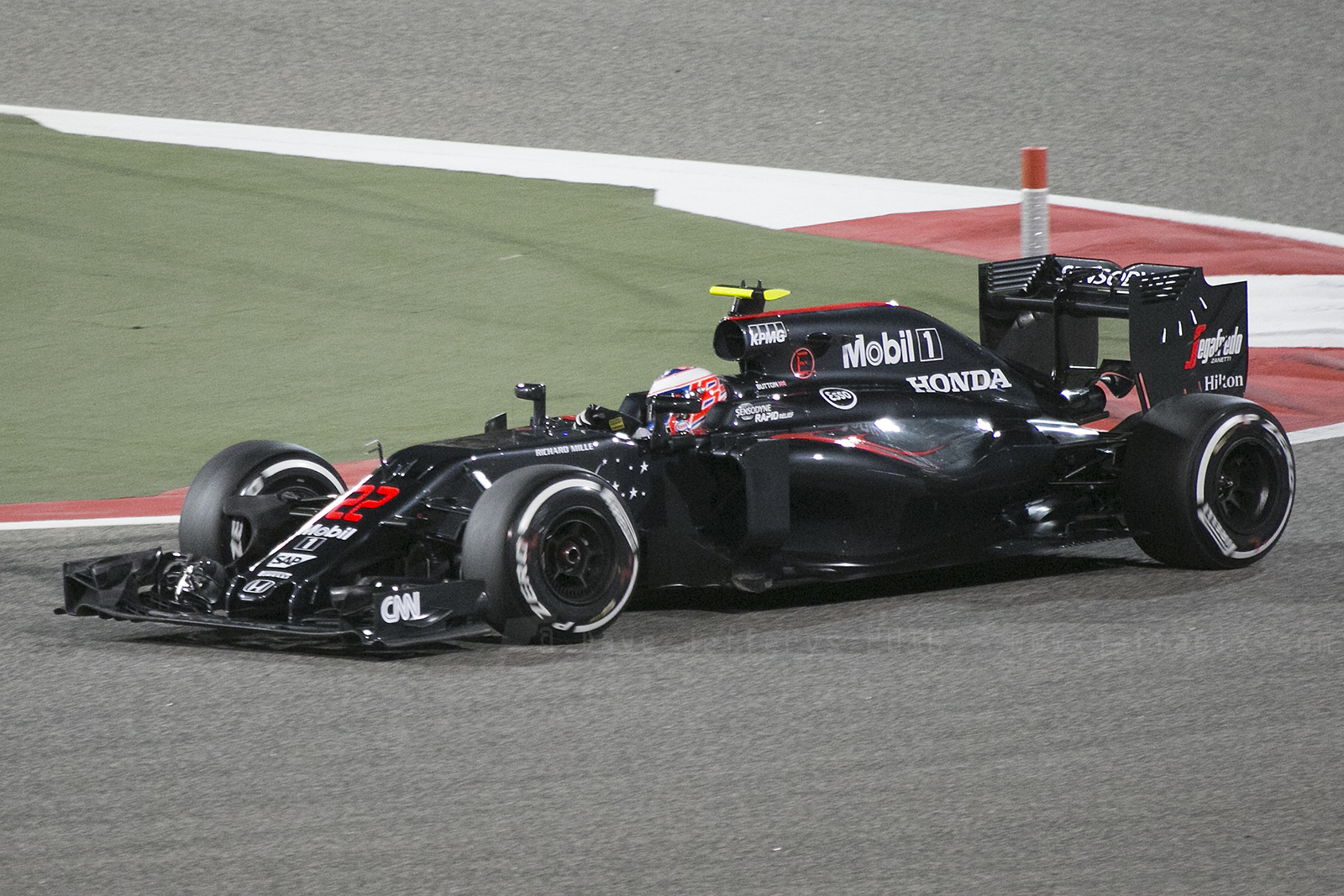
2016年バーレーンGP

引き続きマクラーレンから参戦。第4戦ロシアGPでシーズン初入賞を飾る。その後の2戦でも入賞を飾り、オーストリアGPではハーフウェットの予選で5番手タイムを記録し、上位陣のグリッド降格も重なって、2014年イギリスGP以来およそ2年ぶりの3番グリッドを獲得。決勝でも上位3チームに次ぐ6位入賞を果たした。
来期に向けてマクラーレンはフェルナンド・アロンソの残留が既に発表され、バトンとは契約が今期で切れるため、もう一つのシートにはリザーブドライバーのストフェル・バンドーンが収まることが濃厚とされ、バトンは2000年にも在籍したウィリアムズへの移籍話や引退してWECへの転身が噂された。イタリアGP前にマクラーレンは来期のストフェル・バンドーンの起用を発表。バトンは契約を二年延長してアンバサダー兼リザーブドライバーとして残留することも発表された。
その後も、マレーシアGPでQ3に進出し、9位入賞。アメリカGPでは19番スタートから入賞を飾った。最終戦アブダビGPで「今回がラストレース」と引退を表明した。レースはマシントラブルにより、今まで全て完走していた同GPをリタイアで終えている。ドライバーズランキングは前年より一つ上の15位となった。

#### 2017年
前述した通り、この年はアンバサダー兼リザーブドライバーとしてマクラーレンに残留。フェルナンド・アロンソのインディ500参戦表明に伴い、日程が重複するモナコGPでアロンソの代走として出場した。予選ではQ3進出する速さを示すもPUエレメント交換(最下位まで降格)とフロア交換によりピットスタートを選択、決勝1周目でタイヤ交換し、他車を抜く戦略を採ったが前にいたザウバーのパスカル・ウェーレインも同時にピットインしてしまい、ペースが上がらないウェーレインが前に居座り続ける状態となった。58周目、意を決しポルティエでインを刺すも接触・ウェーレインは横転しバトンも左フロント部が変形しリタイヤ。この接触で次戦3グリッド降格ペナルティとなった、しかし後は出走せずシーズン終了した。

#### 2021年
2021年、ウィリアムズにシニア・アドバイザーとして復帰。

## SUPER GT

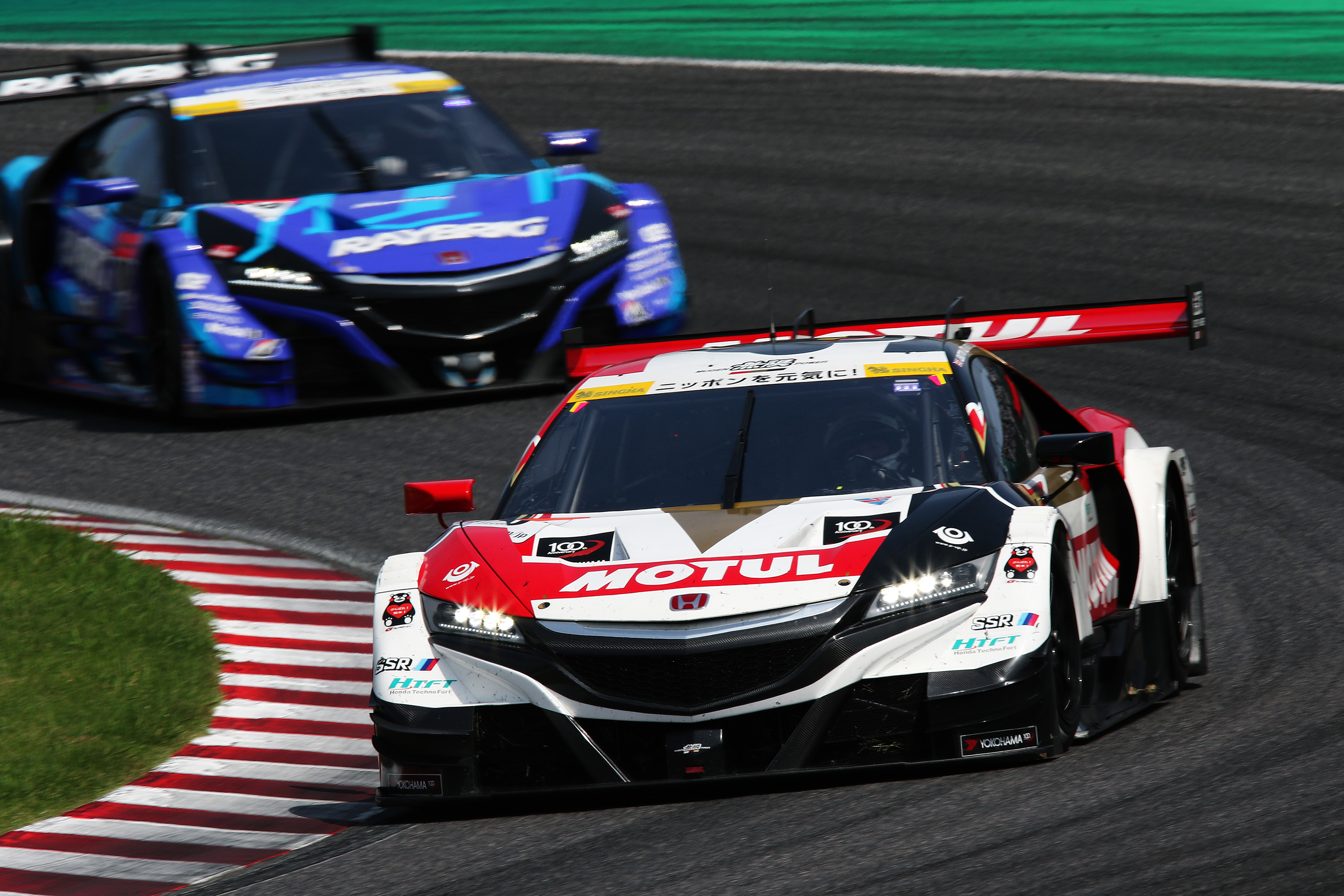
MOTUL MUGEN NSX-GTで鈴鹿1000kmに参戦（2017年）

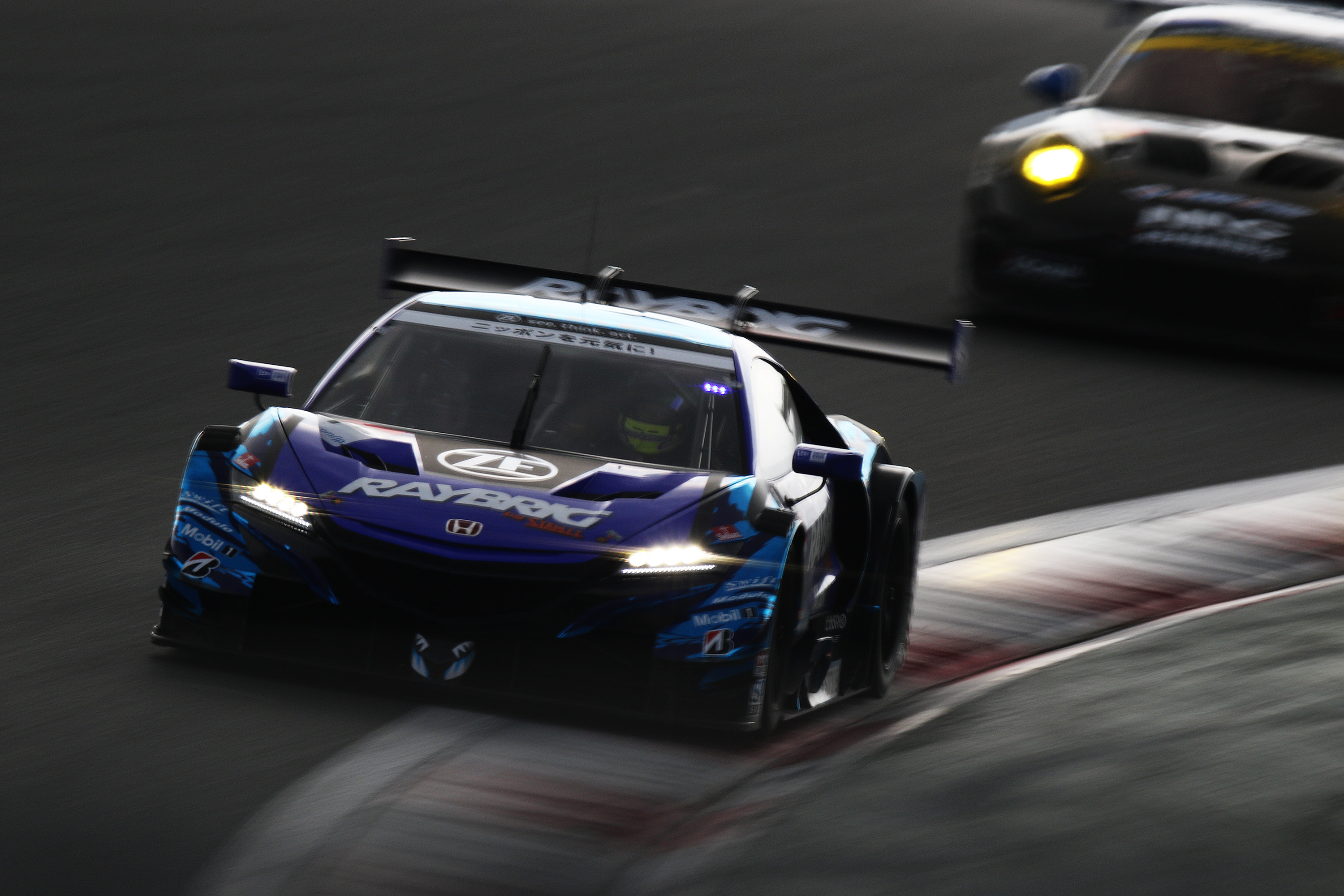
チーム国光のRAYBRIG NSX-GTをドライブ（2019年）

F1の代わりに参戦するレースを求めていたバトンは、2017年8月26日・27日に鈴鹿サーキットで開催されたSUPER GT 第6戦（鈴鹿1000km）にスポット参戦した。元F1王者がSUPER GTに参戦するのは初めてである。チームはTEAM MUGENで、武藤英紀、中嶋大祐とのトリオを組み、マシンはNSXでタイヤはヨコハマ。屋根のあるマシンでの経験はほぼ皆無だったがきちんと順応し、予選ではQ1のアタックを担当しデッドラインに0.089秒差というタイムを出した。決勝では第2スティントを担当するが、ピットアウト時にスタッフのミスで荒聖治のM6と接触しかけ、これにドライビングスルーペナルティを課され下位に沈んだ。その後 走行ペースは良く一時3番手まで浮上したが、今度はセーフティカー中に追い越しをしたとして再びペナルティを受ける。後半第5スティントも担当するが、右フロントタイヤがパンクするトラブルに見舞われ、12位で終わった。
そして同年12月3日にツインリンクもてぎで開催された『Honda Racing THANKS DAY 2017』において、2018年のSUPER GTフル参戦が発表された。どのチームに加入するのか注目されたが、2018年1月12日、幕張メッセで開催の東京オートサロンにおいて、高橋国光総監督率いるチーム国光への加入が発表された。
開幕戦岡山では予選Q2と決勝のスタートドライバーを担当。決勝は慣れないトラフィック処理に手こずったが、タイヤ無交換を成功させて、最終的には2位表彰台を獲得した。
そして、第6戦（菅生）でチームメイトの山本尚貴のアタックでポールポジションを獲得、決勝では自身のコースアウトがあったものの、逃げ切ってSUPER GT初優勝を果たした。バトンのキャリアでも6年ぶりの優勝となった。その後 最終戦（もてぎ）にKeePer TOM'S LC500と同点で臨み、直接対決を制しチャンピオンを獲得した。
YouTubeの自身のチャンネルでは、日本でのレース内外での様子を収めた動画を積極的に投稿していた。
2019年からはSky Sports F1の解説者に加わるため1年で日本を去るのではという噂が広まったが、実際には体制はそのままSUPER GTの2年目を迎えることとなった。
2019年10月29日 自身のSNSにて2019年限りでSUPER GTから離れることを発表した。
SUPER GTラストレース、最終戦(もてぎ)では予選Q1を担当したがQ1落ち。決勝ではスタートドライバーを担当、山本にバトンを渡し6位入賞となり、2019年シーズンはランキング8位でシーズンを終えた。

## スポーツカーレース

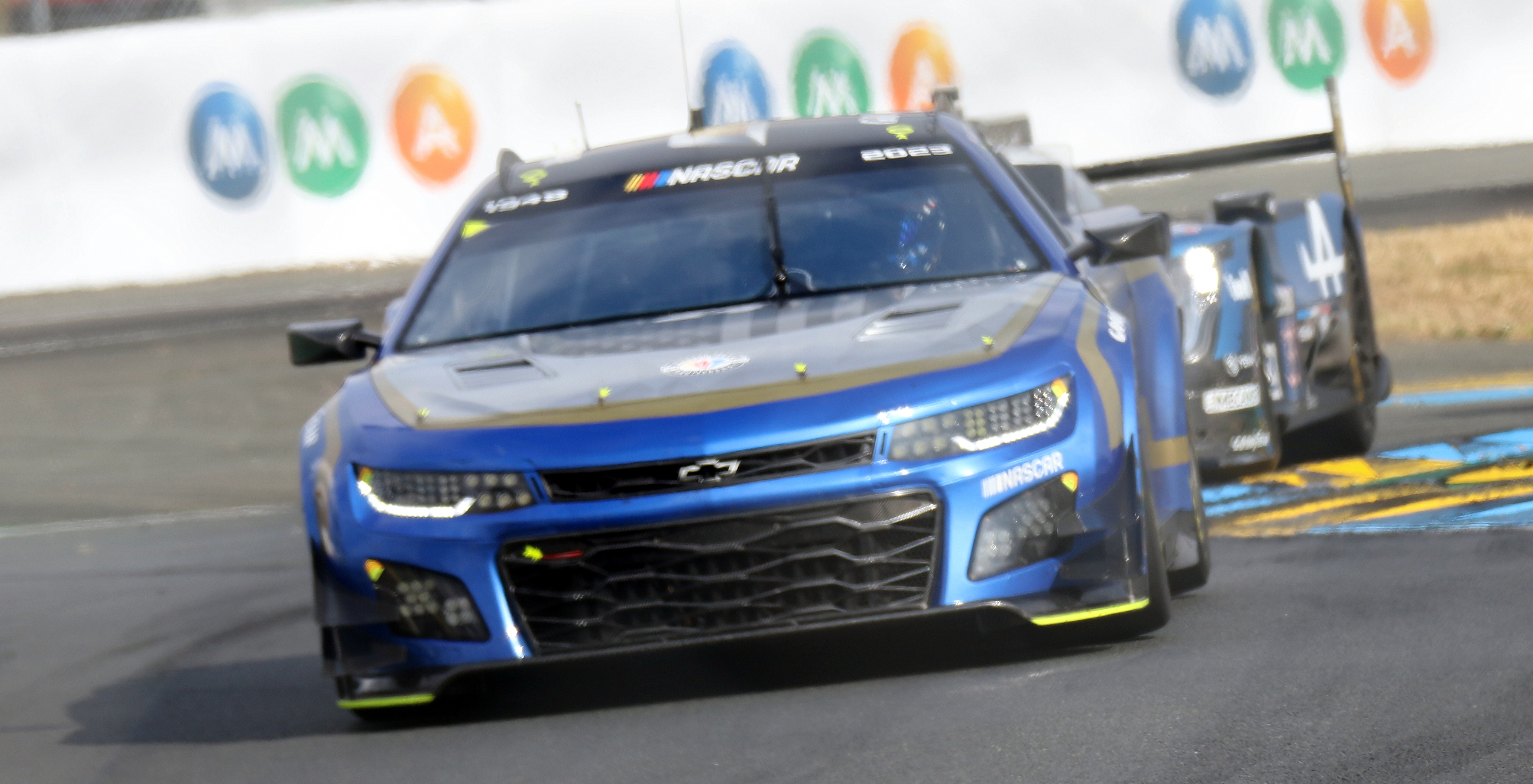
ル・マン24時間でNASCAR車両をドライブ（2023年）

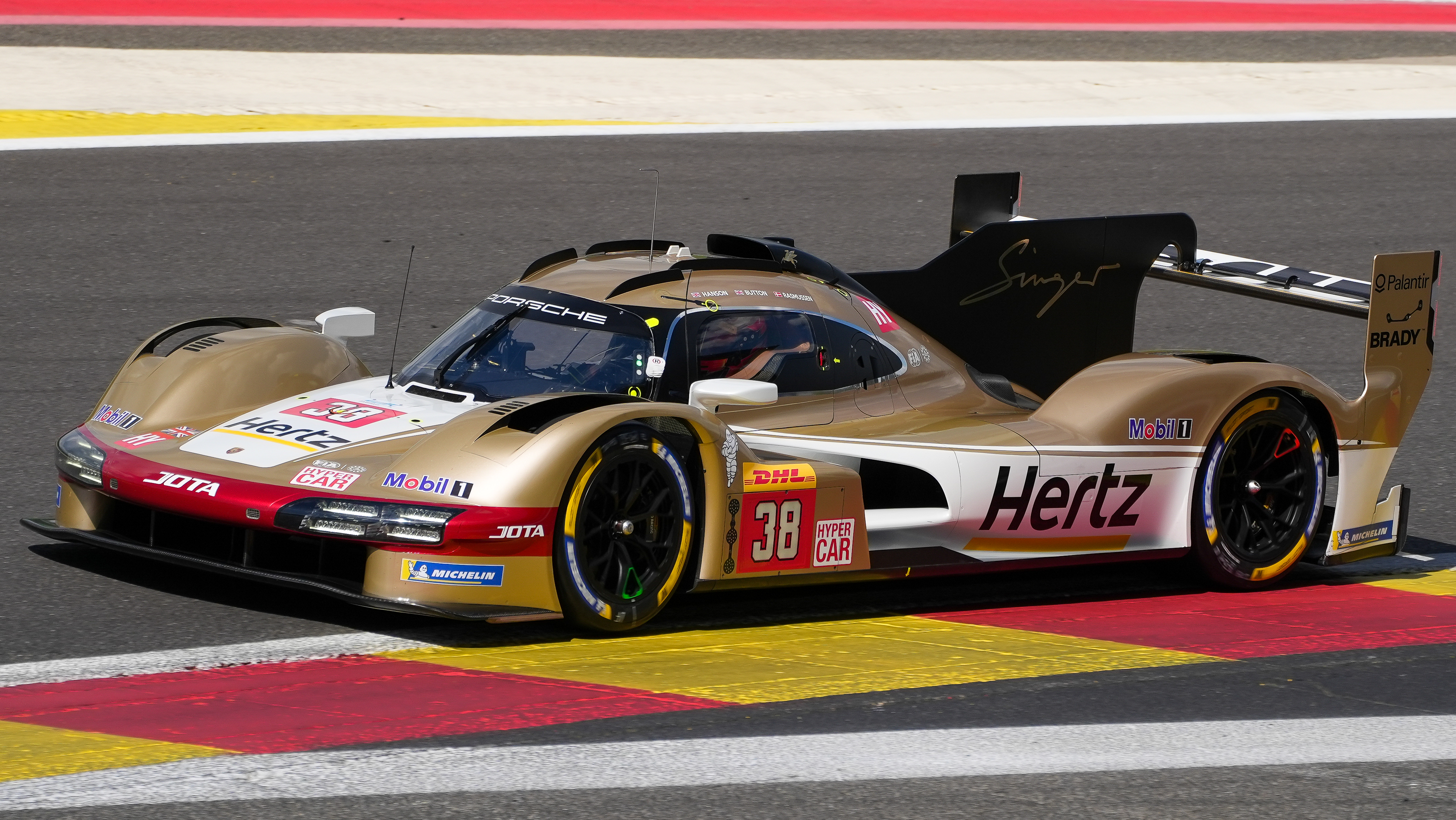
2024年WECスパ・フランコルシャンでポルシェ・963をドライブ。

FIA 世界耐久選手権(WEC)に参戦するSMPレーシングは2018年4月27日、2018／19年のWEC“スーパーシーズン”で、バトンをレギュラードライバーとして起用すると発表した。SMPが走らせる11号車BRエンジニアリングBR1・AERをドライブし、LMP1クラスを戦うこととなる。チームメイトはミカエル・アレシンとビタリー・ペトロフのふたり。5月3日の第1戦スパ・フランコルシャンはスーパーGT第2戦富士と日程が重なっているため欠場し、6月の第2戦ル・マン24時間がデビュー戦となった（決勝はリタイア）。上海では3位表彰台に上がっている。
また、2023年6月10日に開催されたル・マン24時間レースにガレージ56枠でエントリーした、NASCAR仕様のヘンドリック・モータースポーツ24号車シボレー・カマロZL1をドライブ。途中長期の修理を強いられる場面があったものの、計285周を走り切って完走を果たした。同年末の北米IMSAの一戦であるプチ・ル・マンにはJDCミラー・モータースポーツでポルシェ・963をドライブし5位に入った。
2024年のセブリング12時間レースでは、ウェイン・テイラー・レーシング・アンドレッティよりアキュラ・ARX-06をドライブして3位表彰台を獲得した。WECではJotaスポーツからポルシェをドライブしてフル参戦している。

## その他のカテゴリ

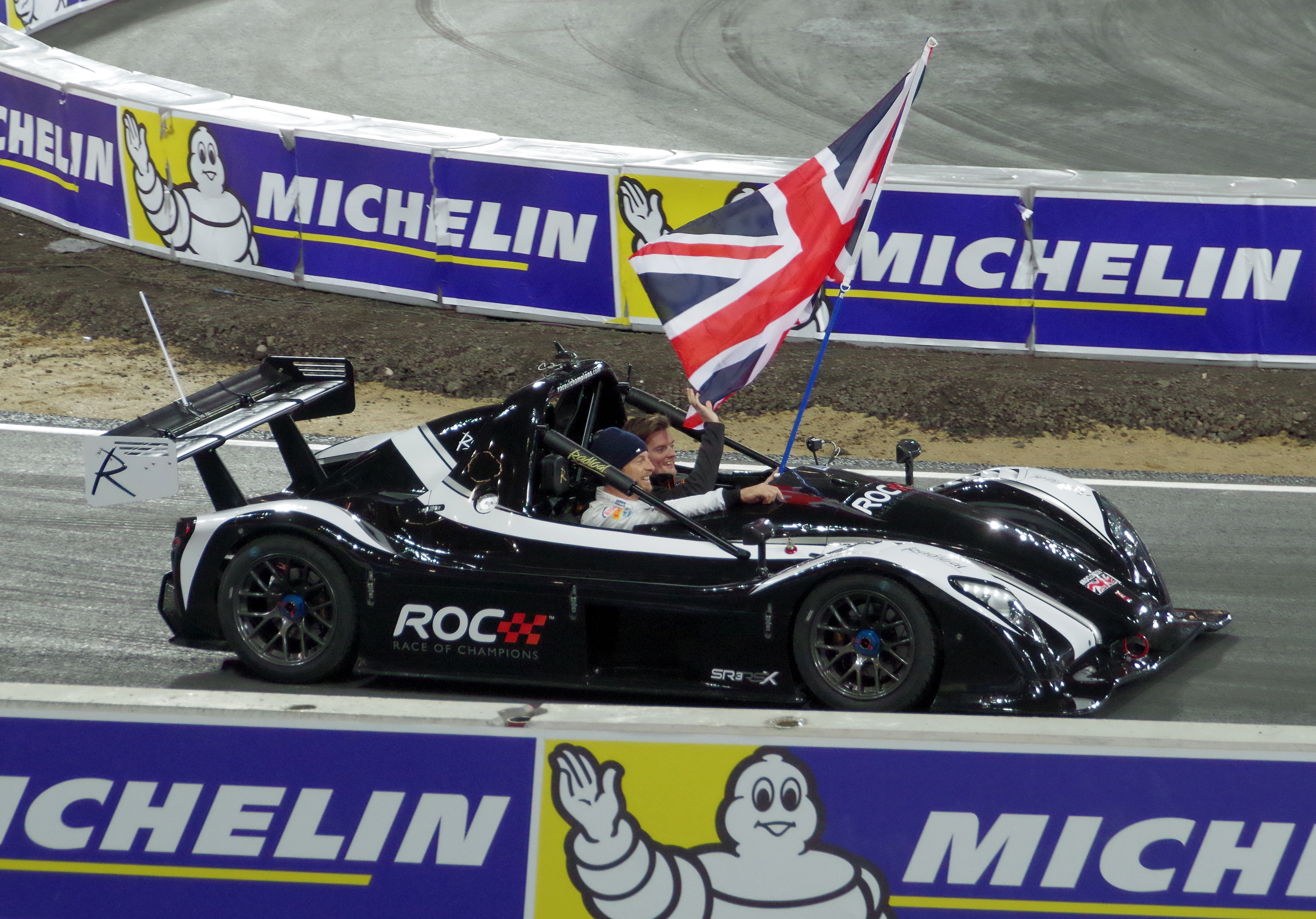
レース・オブ・チャンピオンズでアレックス・バンコムと共に参戦（2015年）

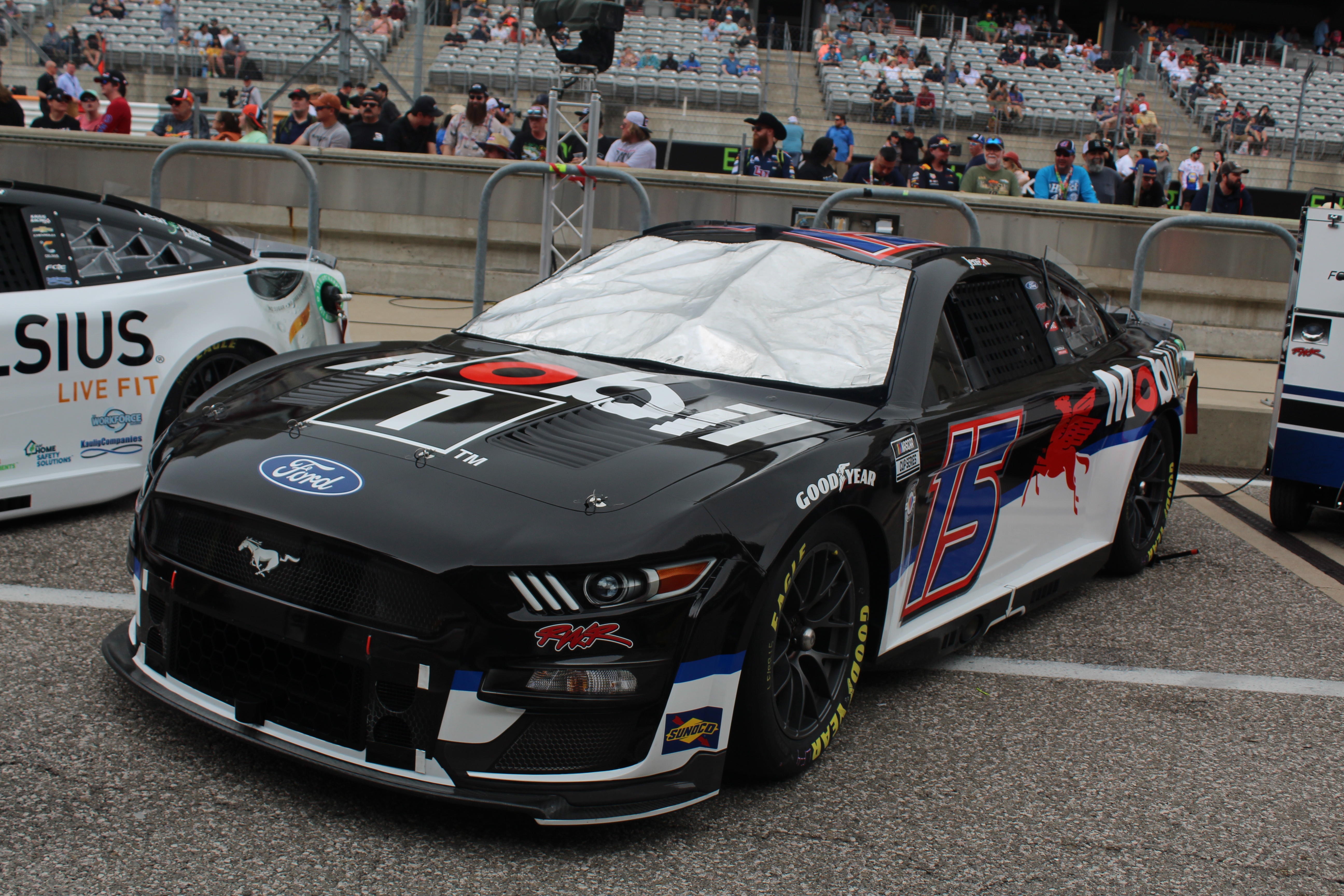
NASCARでドライブしたマスタング（2023年）

2017年にグローバル・ラリークロスのホンダのワークスチームであった、ホンダ・レッドブル・オルスバーグMSEのシビック・クーペ・タイプR RXスーパーカーのテストドライブを行った。しかし結局参戦することはなかった。
2019年11月に開催されるオフロードレースのバハ1000の改造無制限クラスのトロフィー・トラック・スペック・クラスに、父が創設した「ロケット・モータースポーツ」の名義で参戦することを発表している。マシンはブレンテル・インダストリー製の6100／TT車両で、コ・ドライバーはLMP2優勝の経験もある旧友のクリス・バンコムと、同じく旧友のメイザン・ファアズ、テリー・マッデンが務める。レースはスタート後快走を続けていたが、235マイル程走ったところで、ディファレンシャルギアが壊れ走行不能に陥り、リタイアを決めた。しかし場所が悪く救助がなかなか来れなかったため、リタイア後もバトンはコ・ドライバーのマッデンと共に砂漠の中で17時間を過ごした。
2021年にFIAによる新しいカテゴリーの電動オフロードレース選手権として創設される『Extreme E（エクストリームE）』シリーズに、チームオーナー兼ドライバーとして自らのチームJBXEより参加。開幕戦の2レースのみ自身がステアリングを握った。
2023年にNASCARカップ・シリーズのロードコース戦3つにフォード・マスタングでスポット参戦。インディアナポリス・モーター・スピードウェイ戦では同じくスポット参戦の小林可夢偉と共闘した。

## 人物
- 10代の終わりにはアイルトン・セナと比較されるようになっていたが、その頃最初の自動車免許の取得に失敗した。渋滞の狭い車間距離を縫ってスピードを出し、試験官を怖がらせたためである[1]。
- 趣味としてマウンテンバイクやボディボードなど陸・海問わずにスポーツを興じている。これらの趣味から自身の鍛錬と新境地の発見を兼ねて2008年よりトライアスロン競技にも参加している[27][28]。初戦はケント州のセブンオークスで開催された小さな大会に参加し、250人中16位で完走した。大きな大会では同年の6月15日にウィンザーで開催されたトライアスロン大会に参加。1700人中117位で完走し、彼が屈強なアスリートであることを証明した[29]。その後も様々なトライアスロン大会に参加しており、バトンの趣味の一つとして語られるまでになっている。又、彼のトライアスロンの影響からか道端ジェシカもトライアスロンを2010年6月から始めると公言し、その後自身のトレーニングの様子を度々ブログに公開している。そしてこの年のオフには二人揃って大会に出場を果たし、両者完走を果たしている。なお、バトンのトライアスロンチームの名前は「一番（ICHIBAN）」であり、この名前を足の刺青や自らのヘルメットやユニフォームにも入れている[30]。
- 2012年インドGPから2014年イタリアGPまで2年弱、36レース連続完走記録を持つ（そのうち2レースは完走扱い）。これはニック・ハイドフェルドの持つ41レース、セルジオ・ペレスの37レースに次ぐ記録である。
- F1で出場したレース数は308回、決勝出走回数は305回と300戦を超えるレースを戦った数少ないドライバーの1人。なお、出場数が300を超えるドライバーは他にルーベンス・バリチェロとミハエル・シューマッハ、フェルナンド・アロンソ、キミ・ライコネンの4人しかいない。
- 2016年12月8日に、バース大学から工学の名誉博士号を授与された[31]。
- F1には17年間参戦したが、母国シルバーストンの表彰台には上がれなかった。

## 日本との関係
- モータースポーツ界でも指折りの日本好きである。2009年の日本GP直前のフジテレビのインタビューで、ホンダで長年戦ってきたことや、交際していた道端ジェシカが日本人であることなどから日本に対して特別な感情を持っていることを口にしている。

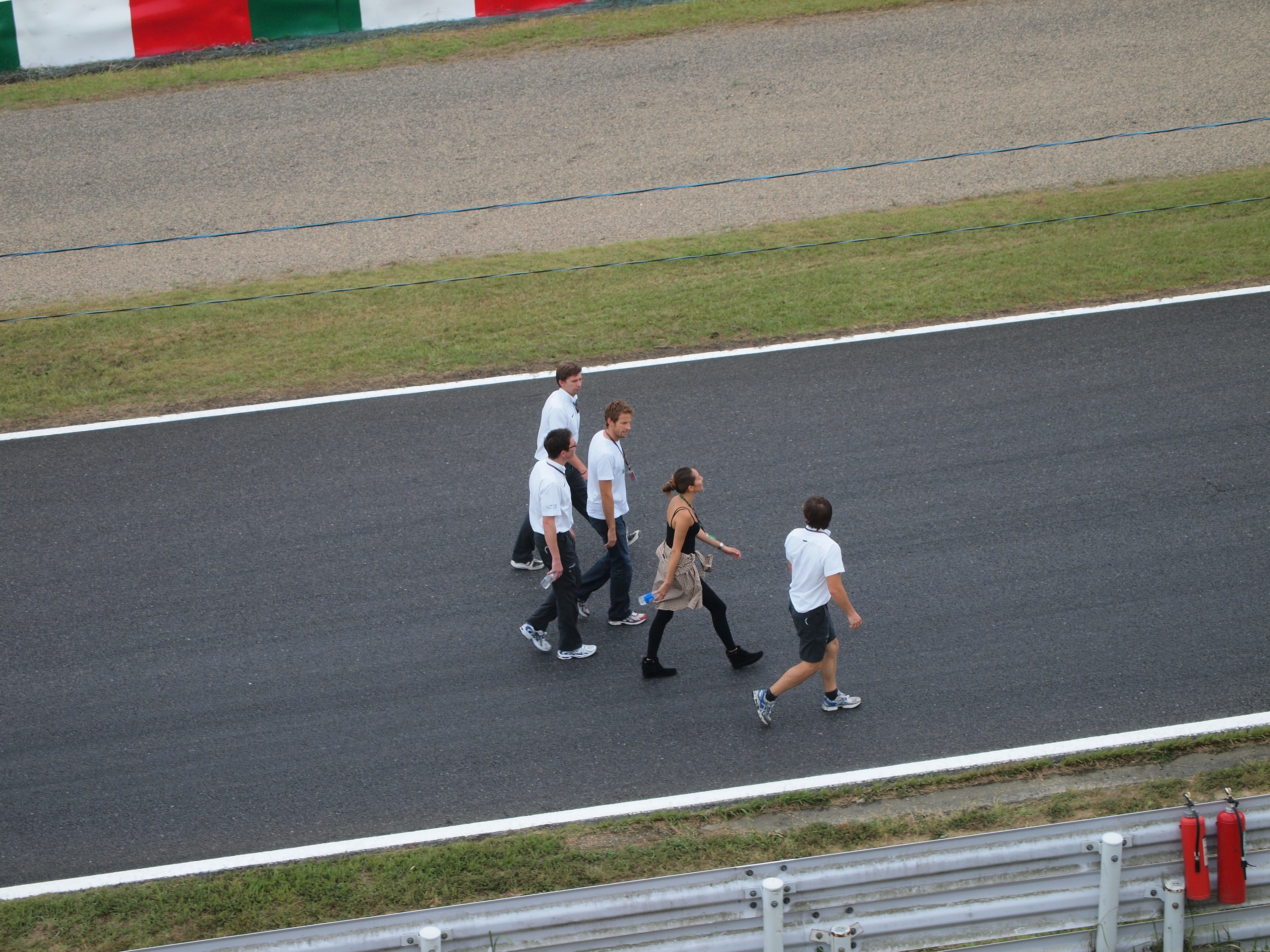
ブラウンGP関係者と共に鈴鹿サーキットを歩行する道端とバトン（※：写真は2009年）

- 2009年にはモデルの道端ジェシカとの交際が発覚し話題となった[32]。2009年10月24日発売の『GQ JAPAN』の表紙に2人揃って登場し、世界初の同時インタビューを受け、2008年2月に共通の友人を介して日本で出会い、その後、バトンが招待した2008年の日本GPで再会。その年の年末を一緒にハワイで過ごし、付き合うようになったとバトンが語っている[33]。2人は2009年のオーストラリアGPなどでもツーショット姿をメディアに捉えられており[34]、交際は公然のものとなっている。2010年5月28日には英大衆紙サンなどが2人の破局を報じた[35]が、後に正式に復縁したことを公表した[36]。2014年12月29日に結婚[37]。しかしわずか1年後の2015年12月23日、離婚することが報じられた[38]。
- ホンダ在籍時には、ホンダの航空機業界参入第1弾となるHondaJetの1号機のオーナーとなると伝えられていた。しかし本人は川井一仁の取材に対し「ホンダのF1撤退に伴いその話も消滅した」と語っている[39]。
- 「頑張ります」、「やったー！」など、しばしば日本語を口にすることがある。2017年のスーパーGTスポット参戦時には、エンジニアやドライバーとは、簡単なやり取りは日本語で行っていたという。
- 2011年東北地方太平洋沖地震について、被災者へ「今日のコース上でのことが、日本での悲劇に衝撃を受けたことを加えておきたい。今は、日本の皆さんのことを思っているよ。特に被害がひどかった仙台の皆さんが心配だ。僕の心は彼らとともにある。」とのメッセージを送った。又、2011年中国グランプリ終了後、道端が行っている義援活動に協力するために来日を行うなどしている[40]。
- 2000年のデビュー時より存続するグランプリで、2016年まで日本GPを一度もリタイアすることなく全て完走（完走扱いを含む）している。また、デビュー後に開催されたグランプリの中では、中国GPは全て完走している。

## レース戦績

### 略歴
| 年      | シリーズ                                             | チーム                                           | レース | 勝利 | PP | FL | 表彰台 | ポイント | 順位 |
| ------- | ---------------------------------------------------- | ------------------------------------------------ | ------ | ---- | -- | -- | ------ | -------- | ---- |
| 1998    | イギリス・フォーミュラ・フォード・チャンピオンシップ | ヘイウッド・レーシング                           | 15     | 7    | 9  | 7  | 12     | 133      | 1位  |
| 1998    | フォーミュラ・フォード フェスティバル                | ヘイウッド・レーシング                           | 1      | 1    | 0  | 0  | 1      | N/A      | 1位  |
| 1999    | イギリス・フォーミュラ3                              | プロマテクメ UK                                  | 16     | 3    | 3  | 4  | 7      | 168      | 3位  |
| 1999    | マカオグランプリ                                     | プロマテクメ UK                                  | 1      | 0    | 0  | 0  | 1      | N/A      | 2位  |
| 1999    | マスターズ・オブ・フォーミュラ3                      | プロマテクメ UK                                  | 1      | 0    | 0  | 0  | 0      | N/A      | 5位  |
| 1999    | コリア・スーパープリ                                 | プロマテクメ UK                                  | 1      | 0    | 0  | 0  | 1      | N/A      | 2位  |
| 1999    | スパ24時間レース                                     | BMW・フィナ・チーム・ラファネリ                  | 1      | 0    | 0  | 0  | 0      | 0        | NC   |
| 2000    | フォーミュラ1                                        | BMW・ウィリアムズF1チーム                        | 17     | 0    | 0  | 0  | 0      | 12       | 8位  |
| 2001    | フォーミュラ1                                        | マイルドセブン・ベネトン・ルノー                 | 17     | 0    | 0  | 0  | 0      | 2        | 17位 |
| 2002    | フォーミュラ1                                        | マイルドセブン・ルノーF1チーム                   | 17     | 0    | 0  | 0  | 0      | 14       | 7位  |
| 2003    | フォーミュラ1                                        | ラッキー・ストライク・BAR・ホンダ                | 15     | 0    | 0  | 0  | 0      | 17       | 9位  |
| 2004    | フォーミュラ1                                        | ラッキー・ストライク・BAR・ホンダ                | 18     | 0    | 1  | 0  | 10     | 85       | 3位  |
| 2005    | フォーミュラ1                                        | ラッキー・ストライク・BAR・ホンダ                | 16     | 0    | 1  | 0  | 2      | 37       | 9位  |
| 2006    | フォーミュラ1                                        | ラッキー・ストライク・ホンダ・レーシングF1チーム | 18     | 1    | 1  | 0  | 3      | 56       | 6位  |
| 2007    | フォーミュラ1                                        | ホンダ・レーシングF1チーム                       | 17     | 0    | 0  | 0  | 0      | 6        | 15位 |
| 2008    | フォーミュラ1                                        | ホンダ・レーシングF1チーム                       | 18     | 0    | 0  | 0  | 0      | 3        | 18位 |
| 2009    | フォーミュラ1                                        | ブラウンGP・F1チーム                             | 17     | 6    | 4  | 2  | 9      | 95       | 1位  |
| 2010    | フォーミュラ1                                        | ボーダフォン・マクラーレン・メルセデス           | 19     | 2    | 0  | 1  | 7      | 214      | 5位  |
| 2011    | フォーミュラ1                                        | ボーダフォン・マクラーレン・メルセデス           | 19     | 3    | 0  | 3  | 12     | 270      | 2位  |
| 2012    | フォーミュラ1                                        | ボーダフォン・マクラーレン・メルセデス           | 20     | 3    | 1  | 2  | 6      | 188      | 5位  |
| 2013    | フォーミュラ1                                        | ボーダフォン・マクラーレン・メルセデス           | 19     | 0    | 0  | 0  | 0      | 73       | 9位  |
| 2014    | フォーミュラ1                                        | マクラーレン・メルセデス                         | 19     | 0    | 0  | 0  | 1      | 126      | 8位  |
| 2015    | フォーミュラ1                                        | マクラーレン・ホンダ                             | 19     | 0    | 0  | 0  | 0      | 16       | 16位 |
| 2016    | フォーミュラ1                                        | マクラーレン・ホンダ・フォーミュラ1・チーム      | 21     | 0    | 0  | 0  | 0      | 21       | 15位 |
| 2017    | フォーミュラ1                                        | マクラーレン・ホンダ・フォーミュラ1・チーム      | 1      | 0    | 0  | 0  | 0      | 0        | NC   |
| 2017    | SUPER GT - GT500                                     | Team Mugen                                       | 1      | 0    | 0  | 0  | 0      | 0        | NC   |
| 2018    | SUPER GT - GT500                                     | Team Kunimitsu                                   | 8      | 1    | 1  | 0  | 4      | 78       | 1位  |
| 2018    | ル・マン24時間レース                                 | SMPレーシング                                    | 1      | 0    | 0  | 0  | 0      | N/A      | DNF  |
| 2018-19 | FIA 世界耐久選手権                                   | SMPレーシング                                    | 4      | 0    | 0  | 0  | 1      | 27       | 14位 |
| 2019    | SUPER GT - GT500                                     | Team Kunimitsu                                   | 8      | 0    | 0  | 0  | 2      | 37       | 8位  |
| 2019    | ドイツツーリングカー選手権                           | Team Kunimitsu                                   | 2      | 0    | 0  | 0  | 0      | 0†       | NC†  |
| 2019    | バハ1000                                             | ロケット・モータースポーツ                       | 1      | 0    | 0  | 0  | 0      | N/A      | DNF  |
| 2021    | エクストリームE                                      | JBXE                                             | 1      | 0    | 0  | 0  | 0      | 17       | 12位 |
| 2022–23 | ニトロ・ラリークロス選手権                           | Xite Energy Racing                               | 1      | 0    | 0  | 0  | 0      | 21       | 17位 |
| 2023    | NASCARカップ・シリーズ                               | リック・ウェア・レーシング                       | 3      | 0    | 0  | 0  | 0      | 45       | 35位 |
| 2023    | ウェザーテック・スポーツカー選手権 - GTP             | JDC-ミラー・モータースポーツ                     | 1      | 0    | 0  | 0  | 0      | 282      | 23位 |
| 2023    | ル・マン24時間レース - Innovative                    | ヘンドリック・モータースポーツ                   | 1      | 0    | 0  | 0  | 0      | N/A      | 39位 |

- * : 今シーズンの順位。（現時点）
- †：ゲスト参戦

### イギリス・フォーミュラ3選手権
| 年     | チーム          | エンジン      | クラス | 1       | 2       | 3     | 4       | 5       | 6       | 7         | 8       | 9       | 10       | 11      | 12      | 13      | 14      | 15    | 16        | 順位 | ポイント |
| ------ | --------------- | ------------- | ------ | ------- | ------- | ----- | ------- | ------- | ------- | --------- | ------- | ------- | -------- | ------- | ------- | ------- | ------- | ----- | --------- | ---- | -------- |
| 1999年 | プロマテクメ UK | ルノー-ソデモ | A      | DON 1 2 | SIL 1 6 | THR 1 | BRH 1 8 | BRH 2 7 | OUL 1 5 | CRO 1 Ret | BRH 1 6 | SIL 1 2 | SNE 1 11 | PEM 1 2 | PEM 2 1 | DON 1 2 | SPA 1 4 | SIL 1 | THR 1 Ret | 3位  | 168      |

- 太字はポールポジション、斜字はファステストラップ。(key)

### スパ・フランコルシャン24時間レース
| 年     | チーム                          | コ・ドライバー                            | 車両                         | クラス | 周回数 | 順位 | クラス順位 |
| ------ | ------------------------------- | ----------------------------------------- | ---------------------------- | ------ | ------ | ---- | ---------- |
| 1999年 | BMW・フィナ・チーム・ラファネリ | デイヴィッド・セーレンス トーマス・エンゲ | BMW 320i E46 BMW／ラファネリ | SP     | 22     | DNF  | DNF        |

### F1
| 年     | エントラント | シャシー | エンジン                          | 1       | 2       | 3       | 4       | 5       | 6       | 7       | 8       | 9       | 10      | 11      | 12      | 13      | 14      | 15      | 16      | 17      | 18      | 19     | 20     | 21      | WDC  | ポイント |
| ------ | ------------ | -------- | --------------------------------- | ------- | ------- | ------- | ------- | ------- | ------- | ------- | ------- | ------- | ------- | ------- | ------- | ------- | ------- | ------- | ------- | ------- | ------- | ------ | ------ | ------- | ---- | -------- |
| 2000年 | ウィリアムズ | FW22     | BMW E41 3.0 V10                   | AUS Ret | BRA 6   | SMR Ret | GBR 5   | ESP 17† | EUR 10† | MON Ret | CAN 11  | FRA 8   | AUT 5   | GER 4   | HUN 9   | BEL 5   | ITA Ret | USA Ret | JPN 5   | MAL Ret |         |        |        |         | 8位  | 12       |
| 2001年 | ベネトン     | B201     | ルノー RS21 3.0 V10               | AUS 14† | MAL 11  | BRA 10  | SMR 12  | ESP 15  | AUT Ret | MON 7   | CAN Ret | EUR 13  | FRA 16† | GBR 15  | GER 5   | HUN Ret | BEL Ret | ITA Ret | USA 9   | JPN 7   |         |        |        |         | 17位 | 2        |
| 2002年 | ルノー       | R202     | ルノー RS22 3.0 V10               | AUS Ret | MAL 4   | BRA 4   | SMR 5   | ESP 12† | AUT 7   | MON Ret | CAN 15† | EUR 5   | GBR 12† | FRA 6   | GER Ret | HUN Ret | BEL Ret | ITA 5   | USA 8   | JPN 6   |         |        |        |         | 7位  | 14       |
| 2003年 | B・A・R      | 005      | ホンダ RA003E 3.0 V10             | AUS 10  | MAL 7   | BRA Ret | SMR 8   | ESP 9   | AUT 4   | MON DNS | CAN Ret | EUR 7   | FRA Ret | GBR 8   | GER 8   | HUN 10  | ITA Ret | USA Ret | JPN 4   |         |         |        |        |         | 9位  | 17       |
| 2004年 | B・A・R      | 006      | ホンダ RA004E 3.0 V10             | AUS 6   | MAL 3   | BHR 3   | SMR 2   | ESP 8   | MON 2   | EUR 3   | CAN 3   | USA Ret | FRA 5   | GBR 4   | GER 2   | HUN 5   | BEL Ret | ITA 3   | CHN 2   | JPN 3   | BRA Ret |        |        |         | 3位  | 85       |
| 2005年 | B・A・R      | 007      | ホンダ RA005E 3.0 V10             | AUS 11† | MAL Ret | BHR Ret | SMR DSQ | ESP     | MON     | EUR 10  | CAN Ret | USA DNS | FRA 4   | GBR 5   | GER 3   | HUN 5   | TUR 5   | ITA 8   | BEL 3   | BRA 7   | JPN 5   | CHN 8  |        |         | 9位  | 37       |
| 2006年 | ホンダ       | RA106    | ホンダ RA806E 2.4 V8              | BHR 4   | MAL 3   | AUS 10† | SMR 7   | EUR Ret | ESP 6   | MON 11  | GBR Ret | CAN 9   | USA Ret | FRA Ret | GER 4   | HUN 1   | TUR 4   | ITA 5   | CHN 4   | JPN 4   | BRA 3   |        |        |         | 6位  | 56       |
| 2007年 | ホンダ       | RA107    | ホンダ RA807E 2.4 V8              | AUS 15  | MAL 12  | BHR Ret | ESP 12  | MON 11  | CAN Ret | USA 12  | FRA 8   | GBR 10  | EUR Ret | HUN Ret | TUR 13  | ITA 8   | BEL Ret | JPN 11† | CHN 5   | BRA Ret |         |        |        |         | 15位 | 6        |
| 2008年 | ホンダ       | RA108    | ホンダ RA808E 2.4 V8              | AUS Ret | MAL 10  | BHR Ret | ESP 6   | TUR 11  | MON 11  | CAN 11  | FRA Ret | GBR Ret | GER 17  | HUN 12  | EUR 13  | BEL 15  | ITA 15  | SIN 9   | JPN 14  | CHN 16  | BRA 13  |        |        |         | 18位 | 3        |
| 2009年 | ブラウンGP   | BGP001   | メルセデス FO 108W 2.4 V8         | AUS 1   | MAL 1‡  | CHN 3   | BHR 1   | ESP 1   | MON 1   | TUR 1   | GBR 6   | GER 5   | HUN 7   | EUR 7   | BEL Ret | ITA 2   | SIN 5   | JPN 8   | BRA 5   | ABU 3   |         |        |        |         | 1位  | 95       |
| 2010年 | マクラーレン | MP4-25   | メルセデス FO 108X 2.4 V8         | BHR 7   | AUS 1   | MAL 8   | CHN 1   | ESP 5   | MON Ret | TUR 2   | CAN 2   | EUR 3   | GBR 4   | GER 5   | HUN 8   | BEL Ret | ITA 2   | SIN 4   | JPN 4   | KOR 12  | BRA 5   | ABU 3  |        |         | 5位  | 214      |
| 2011年 | マクラーレン | MP4-26   | メルセデス FO 108Y 2.4 V8         | AUS 6   | MAL 2   | CHN 4   | TUR 6   | ESP 3   | MON 3   | CAN 1   | EUR 6   | GBR Ret | GER Ret | HUN 1   | BEL 3   | ITA 2   | SIN 2   | JPN 1   | KOR 4   | IND 2   | ABU 3   | BRA 3  |        |         | 2位  | 270      |
| 2012年 | マクラーレン | MP4-27   | メルセデス FO 108Z 2.4 V8         | AUS 1   | MAL 14  | CHN 2   | BHR 18† | ESP 9   | MON 16† | CAN 16  | EUR 8   | GBR 10  | GER 2   | HUN 6   | BEL 1   | ITA Ret | SIN 2   | JPN 4   | KOR Ret | IND 5   | ABU 4   | USA 5  | BRA 1  |         | 5位  | 188      |
| 2013年 | マクラーレン | MP4-28   | メルセデス FO 108F 2.4 V8         | AUS 9   | MAL 17† | CHN 5   | BHR 10  | ESP 8   | MON 6   | CAN 12  | GBR 13  | GER 6   | HUN 7   | BEL 6   | ITA 10  | SIN 7   | KOR 8   | JPN 9   | IND 14  | ABU 12  | USA 10  | BRA 4  |        |         | 9位  | 73       |
| 2014年 | マクラーレン | MP4-29   | メルセデス PU106A Hybrid 1.6 V6 t | AUS 3   | MAL 6   | BHR 17† | CHN 11  | ESP 11  | MON 6   | CAN 4   | AUT 11  | GBR 4   | GER 8   | HUN 10  | BEL 6   | ITA 8   | SIN Ret | JPN 5   | RUS 4   | USA 12  | BRA 4   | ABU 5  |        |         | 8位  | 126      |
| 2015年 | マクラーレン | MP4-30   | ホンダ RA615H 1.6 V6 t            | AUS 11  | MAL Ret | CHN 14  | BHR DNS | ESP 16  | MON 8   | CAN Ret | AUT Ret | GBR Ret | HUN 9   | BEL 14  | ITA 14  | SIN Ret | JPN 16  | RUS 9   | USA 6   | MEX 14  | BRA 14  | ABU 12 |        |         | 16位 | 16       |
| 2016年 | マクラーレン | MP4-31   | ホンダ RA616H 1.6 V6 t            | AUS 14  | BHR Ret | CHN 13  | RUS 10  | ESP 9   | MON 9   | CAN Ret | EUR 11  | AUT 6   | GBR 12  | HUN Ret | GER 8   | BEL Ret | ITA 12  | SIN Ret | MAL 9   | JPN 18  | USA 9   | MEX 12 | BRA 16 | ABU Ret | 15位 | 21       |
| 2017年 | マクラーレン | MCL32    | ホンダ RA617H 1.6 V6 t            | AUS     | CHN     | BHR     | RUS     | ESP     | MON Ret | CAN     | AZE     | AUT     | GBR     | HUN     | BEL     | ITA     | SIN     | MAL     | JPN     | USA     | MEX     | BRA    | ABU    |         | NC   | 0        |

- 太字はポールポジション、斜字はファステストラップ (key)。
- † : リタイアだが、90%以上の距離を走行したため規定により完走扱い。
- ‡ : ハーフポイント。レース周回数が75%未満で終了したため、得点が半分となる。

### SUPER GT
| 年     | チーム         | 車両           | タイヤ | クラス | 1      | 2     | 3      | 4      | 5     | 6       | 7     | 8     | DC  | ポイント |
| ------ | -------------- | -------------- | ------ | ------ | ------ | ----- | ------ | ------ | ----- | ------- | ----- | ----- | --- | -------- |
| 2017年 | TEAM MUGEN     | ホンダ・NSX-GT | Y      | GT500  | OKA    | FSW   | AUT    | SUG    | FSW   | SUZ 12  | CHA   | TRM   | NC  | 0        |
| 2018年 | TEAM KUNIMITSU | ホンダ・NSX-GT | B      | GT500  | OKA 2  | FSW 9 | SUZ 2  | CHA 11 | FSW 5 | SUG 1   | AUT 5 | TRM 3 | 1位 | 78       |
| 2019年 | TEAM KUNIMITSU | ホンダ・NSX-GT | B      | GT500  | OKA 15 | FSW 3 | SUZ 13 | CHA 12 | FSW 2 | AUT Ret | SUG 8 | TRM 6 | 8位 | 37       |

- 太字はポールポジション、斜字はファステストラップ。(key)
- * : 今シーズンの順位。（現時点）

### ル・マン24時間レース
| 年     | チーム                 | コ・ドライバー                              | 車両                        | クラス       | 周回数 | 順位 | クラス 順位 |
| ------ | ---------------------- | ------------------------------------------- | --------------------------- | ------------ | ------ | ---- | ----------- |
| 2018年 | SMPレーシング          | ミハイル・アリョーシン ヴィタリー・ペトロフ | BRエンジニアリング・BR1-AER | LMP1         | 315    | DNF  | DNF         |
| 2024年 | ハーツ・チーム・ジョタ | フィリップ・ハンソン オリバー・ラスムッセン | ポルシェ・963               | ハイパーカー | 311    | 9位  | 9位         |

### FIA 世界耐久選手権
| 年        | エントラント                   | クラス        | 車両                        | 1      | 2       | 3       | 4      | 5     | 6      | 7     | 8     | ランク | ポイント |
| --------- | ------------------------------ | ------------- | --------------------------- | ------ | ------- | ------- | ------ | ----- | ------ | ----- | ----- | ------ | -------- |
| 2018-19年 | SMPレーシング                  | LMP1          | BRエンジニアリング・BR1     | SPA    | LMS Ret | SIL Ret | FUJ 4  | SHA 3 | SEB    | SPA   | LMS   | 14位   | 27       |
| 2023年    | ヘンドリック・モータースポーツ | Garage 56     | シボレー・カマロZL1         | SEB    | POR     | SPA     | LMS 39 | MNZ   | FUJ    | BHR   |       | NC     | 0        |
| 2024年    | ハイパーカー                   | ポルシェ・963 | ポルシェ 9RD 4.6 L V8ターボ | QAT NC | IMO 11  | SPA Ret | LMS 9  | SÃO 7 | COA 10 | FUJ 6 | BHR 7 | 19位   | 28       |

(key)

### ドイツツーリングカー選手権
| 年     | チーム         | 使用車両       | 1    | 2    | 3    | 4    | 5    | 6    | 7    | 8    | 9    | 10   | 11   | 12   | 13   | 14   | 15   | 16   | 17     | 18      | 順位 | ポイント |
| ------ | -------------- | -------------- | ---- | ---- | ---- | ---- | ---- | ---- | ---- | ---- | ---- | ---- | ---- | ---- | ---- | ---- | ---- | ---- | ------ | ------- | ---- | -------- |
| 2019年 | TEAM KUNIMITSU | ホンダ・NSX-GT | HOC1 | HOC2 | ZOL1 | ZOL2 | MIS1 | MIS2 | NOR1 | NOR2 | ASS1 | ASS2 | BRH1 | BRH2 | LAU1 | LAU2 | NUR1 | NUR2 | HOC1 9 | HOC2 16 | NC†  | 0†       |

- †：ゲスト参戦

### エクストリームE
| 年     | チーム | 使用車両         | 1       | 2       | 3     | 4     | 5     | 6     | 7     | 8     | 9     | 10    | 順位  | ポイント |
| ------ | ------ | ---------------- | ------- | ------- | ----- | ----- | ----- | ----- | ----- | ----- | ----- | ----- | ----- | -------- |
| 2021年 | JBXE   | Spark ODYSSEY 21 | DES Q 6 | DES R 6 | OCE Q | OCE R | ARC Q | ARC R | ISL Q | ISL R | JUR Q | JUR R | 15位* | 17*      |

(key)
- * : 今シーズンの順位。（現時点）